# Osorno
Osorno es una ciudad y comuna de la zona sur de Chile, capital de la provincia de Osorno, en la Región de Los Lagos.
Está unida al resto del país por la Ruta 5 Sur, estando ubicada a 917,8 km al sur de Santiago, y 232 km al oeste de la ciudad argentina de San Carlos de Bariloche —a la cual está unida a través de la Ruta CH-215—. Se ubica entre dos capitales regionales: Valdivia —ciento diez kilómetros al norte— y Puerto Montt —ciento diez kilómetros al sur—.
Osorno fue fundada en 1558 por los conquistadores españoles, a partir de una estructura y organización según el modelo de Ciudad colonial española. Posteriormente fue una de las siete ciudades destruidas tras la gran rebelión mapuche de 1598. Después de casi dos siglos abandonada, se refundó y repobló el año 1793, pero fueron los colonos alemanes y austrohúngaros los que dieron finalmente un impulso económico a la ciudad y sus alrededores, para convertirla en el centro de ganadería bovina a nivel nacional desde mediados del siglo XIX. A estos inmigrantes le siguieron españoles (vascos), suizos, franceses, italianos, 
ingleses, daneses y árabes, que junto a la población criolla y mestiza hicieron crecer la ciudad y los alrededores en población.

## Historia

### Prehistoria y periodo prehispánico
Los primeros vestigios de presencia humana en la zona fueron hallados en el sitio arqueológico Pilauco Bajo; restos por lo menos con 12 500 años de antigüedad. Grupos humanos coexistieron con fauna y megafauna actualmente extinta, los cuales presentaban una organización socioeconómica de bandas dedicadas a la caza y recolección.
Posteriormente, el primer desarrollo alfarero en la zona corresponde a la cultura del Complejo Pitrén, con fechas entre el 300 y 1200 d. C., quienes ocuparon el área comprendida entre el río Biobío y el seno de Reloncaví, desde la cordillera de los Andes hasta el océano Pacífico.
En el tiempo de la invasión española, el área estaba poblada por el pueblo mapuche "huilliche" (sureño), el único pueblo originario en la zona en dicho entonces.

### Período de la conquista hasta la colonia

#### Fundación y destrucción de la ciudad

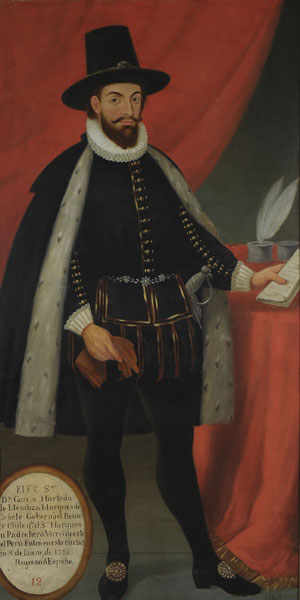
García Hurtado de Mendoza y Manríquez, fundador de la ciudad de Osorno

A la llegada de los españoles, originalmente se planeaba fundar una ciudad en la zona, bajo el gobierno de Pedro de Valdivia por su compañero de conquista, el teniente general Francisco de Villagra en el año 1553; en el lugar donde se encontraba la aldea indígena Chawrakawiñ (en mapudungun: «caví de la chaura»), bajo el nombre de Santa Marina de Gaete, en honor a la esposa de Valdivia. Sin embargo, la muerte de Valdivia impidió la realización de este plan cuando estaba a punto de concretarse.
En 1557 llega a Chile el joven gobernador García Hurtado de Mendoza y Manríquez, quien luego de repoblar Concepción y fundar la ciudad de Cañete, partió rumbo al sur acompañado de unos 150 a 200 soldados, entre los que se contaba el poeta Alonso de Ercilla —futuro autor del poema épico La Araucana—. El 27 de marzo de 1558; el gobernador García Hurtado de Mendoza finalmente funda una ciudad en la zona, con el nombre de «Villa de San Mateo de Osorno», en honor a su abuelo, el conde de la localidad española de Osorno.
Para la administración de la ciudad, fue designado primer corregidor y teniente de gobernador el licenciado Alonso Ortiz Gutiérres de Cervantes, alcaldes ordinarios Diego Ortiz Nieto de Gaete y Francisco Santisteban, y a Pedro Olmos de Ayala se le designó diputado para señalar los solares de los vecinos. La villa es situada en la confluencia del río Las Canoas (actual río Rahue) con el río Damas. La primera población era de unos 60 españoles, y algunos indígenas. En el área vivían en la época unas 80 000 personas nativas. Durante estos años los españoles de la ciudad mantuvieron estrechas relaciones con los españoles de las islas de Chiloé, y Osorno llegó a ser considerada la segunda ciudad más importante de Chile, rivalizando en población a Santiago.
El 16 de diciembre de 1575 Osorno fue severamente dañada por el terremoto de 1575.
Producto del alzamiento indígena de 1598, y la batalla de Curalaba, la ciudad posteriormente fue cercada por los indígenas huilliches y destruida en 1602. Con ello desapareció el Corregimiento de Osorno. La mayor parte de población española huyó a Chiloé por tierra, acompañados por indígenas que no se habían rebelado, y que por este servicio fueron recompensados con el derecho a portar armas, que desde entonces constituyeron las fuerzas de «reyunos», acantonadas en Calbuco.

#### Periodo de dominio Mapuche (Huilliche) pre-refundación de la ciudad
El territorio, que antes habla sido el de la jurisdicción de Osorno, pertenecía al gobierno de Chiloé y al gobierno de Valdivia (cuyo enclave fue refundado); sin embargo, ningunos de ellos tenían presencia real en él, salvo los fuertes chilotes en el extremo sur continental del territorio huilliche. Al sur del río Bueno no había población española ni en el interior ni en la costa; por lo que en esa época en ambos gobiernos (Chiloé y Valdivia) solo se tenía una vaga idea de las «naciones de indios» que habitaban los llanos de Osorno y los parajes cordilleranos. Debido a ello, incluso hasta 1790 el territorio fue una frontera cerrada en torno a la cual circulaban leyendas tales como la de la ciudad de los Césares, llamados en la zona «osornenses». Así, el antiguo emplazamiento de la ciudad fue recuperado como territorio de los grupos mapuche huilliche denominados chauracagüines o también osornenses —los cuales eran considerados como «feroces» enemigos», era desconocido en esa época, pero siempre la antigua ciudad fue recordaba por tradición oral, principalmente por los chilotes; los españoles siempre pensaron que los huilliches ocultaban recelosos las ruinas de Osorno.
Los españoles mantuvieron solo una presencia esporádica en la zona, y a pesar de que desde la plaza de Valdivia era más fácil el acceso hacia sus ruinas de la ciudad, fueron los españoles de Chiloé los que durante buena parte del siglo XVII mantuvieron mayor contacto con este territorio por medio de malocas esclavistas (apoyados por los indios canas, que también eran huilliches descendientes de los huilliches de los llanos de Osorno, y que juntos con sus encomenderos habían huido a Chiloé), malocas que justificaban; ya que los habitantes de Chiloé siempre vieron esta zona como una tierra por «pacificar» y recuperar, por estar dentro de su jurisdicción. Como consecuencia de estas malocas, los huilliches terminaron por abandonar los terrenos vecinos a los fuertes chilotes, de tal manera que en el siglo XVIII se consideraba deshabitado el territorio boscoso que mira a Chiloé e incluso poco poblados a los llanos de Osorno. Las campeadas chilotas que buscaban venganza y esclavos para restaurar el honor del revés sufrido por el abandono de la ciudad de Osorno solo terminarían por orden de la Capitanía General de Chile.
A lo largo del siglo XVIII existieron numerosas peticiones del cabildo de Castro para la recuperación del área de Osorno, quienes pretendían recuperar para su beneficio a las provechosas tierras osorninas, aptas para la labranza y la ganadería, además de las minas y lavaderos de oro presentes en la zona. Así, desde los llanos de Osorno se podría dar apoyo cercano a los enclaves de Chiloé y Valdivia, mitigando de esta forma la dependencia de los barcos provenientes del Callao con los productos indispensables, abriendo así un mercado efectivo para los chilotes. Igualmente se podría así reducir el excesivo número de habitantes presentes en el terreno habitable en esa época en el archipiélago.

#### Refundación de la ciudad

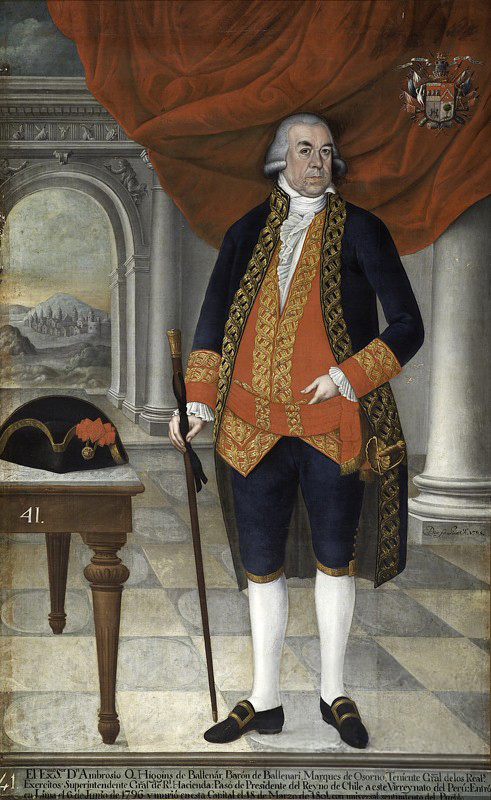
Ambrosio O'Higgins, Impulsor de la refundación de la ciudad de Osorno

Solo aproximadamente 190 años después, la refundación de Osorno sería posible como consecuencia del proceso de construcción del Camino Real. En los inicios, el trazado fue llevado a cabo oficialmente por el gobernador de Chiloé Francisco Hurtado, y extraoficialmente por Mariano Pusterla, gobernador de Valdivia.
Hurtado consideraba que en el proceso se debería tomar inmediatamente posesión de las ruinas de la ciudad, y una vez tomadas, se debería construir allí una fortaleza apoyada por uno o dos fuertes más para controlar toda el área y mantener sujetos a los naturales. Con Osorno guarnecido le parecía que con seguridad se “destruirían absolutamente todos los indios del reino de Chile y pampas de Buenos Aires, obligándolos a humillarse” En cambio el método pacífico del gobernador de Valdivia no contempló “en ese momento” tomar posesión de las ruinas de Osorno ni la construcción de fuertes, es decir, no asentar la presencia española en las ruinas de la ciudad; ya que recuperarla, decía Pusterla, sería provocar a los indios, que siempre habían ocultado las ruinas de la ciudad.
La expedición ordenada por Hurtado salió desde Maullín en mayo de 1787, y con la ayuda del plano, luego de dos meses lograron encontrar el antiguo sendero y avanzar por él despejándolo, y a improviso en terrenos llanos. Subieron a los árboles para informarse de su situación y desde allí reconocieron Osorno. Sin embargo, al ser llamado Hurtado a declarar a Lima por su actuación en el gobierno, su plan se abortó para siempre. Su sucesor interino, Francisco Garós no continuó lo hecho por Hurtado, y actuó según el plan que sobre la marcha ya llevaba Pusterla, apoyado por Ambrosio O'Higgins.
Finalmente, Mariano Pusterla, lograría el Tratado de Paz de Río Bueno realizado el 24 de febrero de 1789, a orillas del río Bueno, por representantes huilliches junto a autoridades de la Corona española. Los huilliches ofrecerían por su parte permitir a los españoles ocupar las ruinas de Osorno.
Posteriormente, producto del alzamiento huilliche de río Bueno, el 20 de septiembre de 1792 Ambrosio O'Higgins —al ver que falla el planteamiento pacifista de Mariano Pusterla— ordena a Tomás de Figueroa tomar finalmente posesión de las ruinas de Osorno el 22 de noviembre de 1792; y se dispuso la construcción del Fuerte Reina Luisa a orillas del río de Las Canoas (río Rahue) para protegerse de un eventual ataque de piratas o de los huilliches.
Al año siguiente es celebrado el Parlamento de Las Canoas en las orillas del río Rahue, en el valle e inmediaciones de los restos de la antigua ciudad de Osorno.
Desde su promoción —a fines de 1787— al cargo de gobernador de Chile, Ambrosio O'Higgins puso todo su empeño en obtener primero la autorización y apoyo del rey Carlos IV para repoblar Osorno, por lo cual el gobernador le expuso al monarca español la grave situación producida en el alzamiento de río Bueno, y lo informó del descubrimiento de las ruinas de Osorno; y a partir de ello su propósito de restablecer esta antigua ciudad destruida. Autorización obtenida en La Real Cédula de 7 de diciembre de 1793.
El gobernador asumía la importancia enorme que ofrecía la existencia de la ciudad de Osorno para la seguridad y abastecimiento de toda la región comprendida entre Valdivia y Chiloé a través de la ruta terrestre del Camino Real. La ciudad era absolutamente necesaria, no solo para servir de lazo de unión terrestre entre las plazas de Valdivia y Chiloé, sino como lugar de producción y abastecimiento de la región.

No es tampoco la vanagloria de recuperar un puesto perdido y reedificar una ciudad sobre sus antiguos cimientos. Es su situación local y la proporción en que está lo que ha movido a S. M. para ordenar su repoblación. Colocado Osorno casi a iguales distancias entre Chiloé y Valdivia, era necesaria allí una población que en todo tiempo surtiese a estos puertos marítimos, ingratos y estériles por sí mismos, de lo necesario para su subsistencia.

Instrucción dada al Superintendente de Osorno, por el Excmo. señor Marqués de Osorno, Virrey, Gobernador y Capitán General de estos Reinos, Don Ambrosio O'Higgins, (1796).

Es así como, bajo la orden de Ambrosio O'Higgins, la ciudad de Osorno es reconstruida, siendo en 1796 declarada oficialmente repoblada —tras este logro O'Higgins recibiría el título de «Marqués de Osorno»—; separándose la ciudad del Gobierno de Chiloé y pasando a integrar parte de la Intendencia de Concepción, dentro de la Capitanía General de Chile.
Entre el 1 de junio de 1798 y el 28 de octubre de 1802 la ciudad estuvo bajo la jurisdicción directa del virrey del Perú, conformando el Gobierno de Osorno. A partir de 1802 quedaría nuevamente bajo la jurisdicción plena de Capitanía General de Chile, pero en 1811 pasaría a depender nuevamente del Virreinato del Perú.

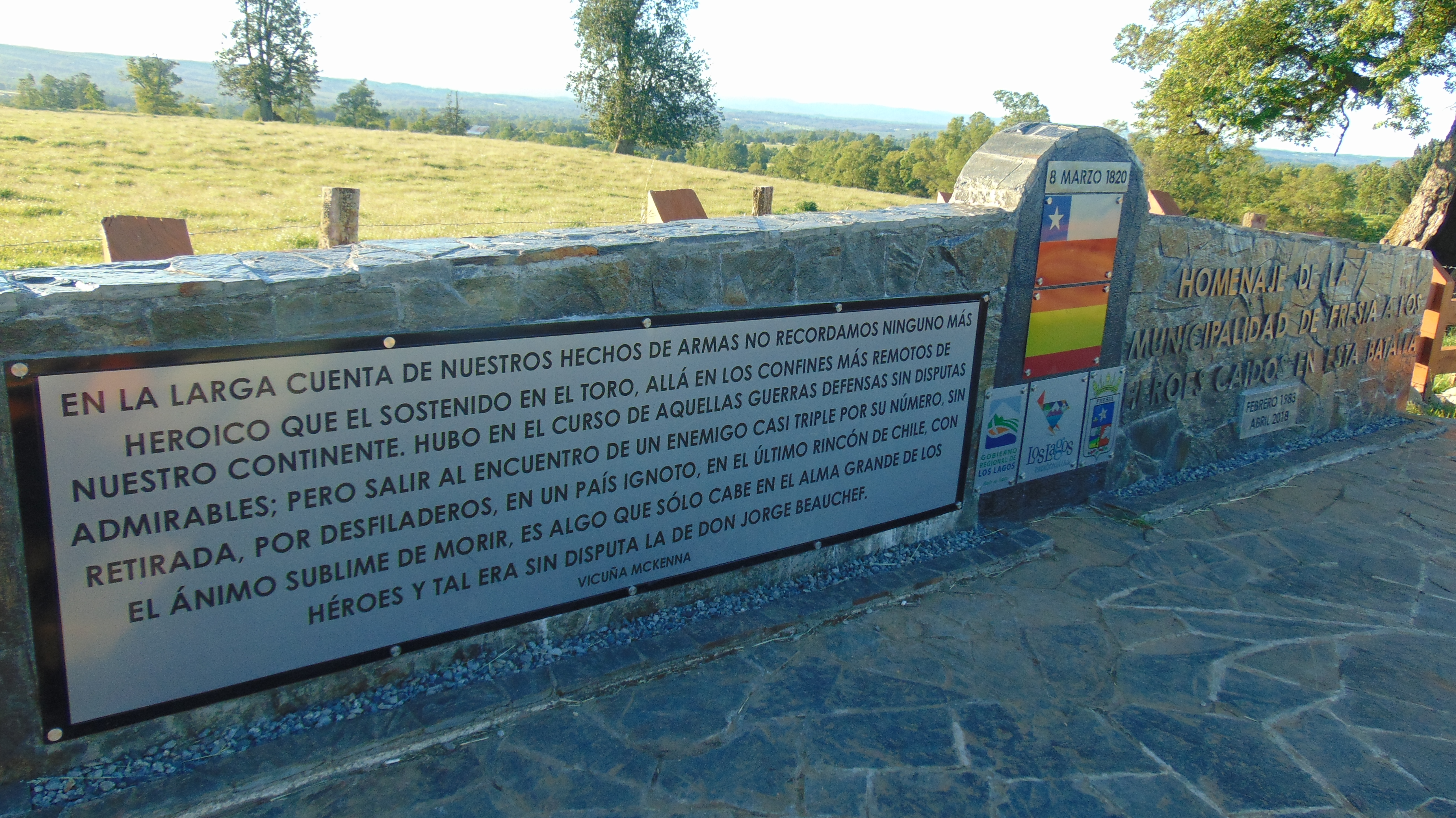

### Periodo de la Independencia de Chile
Hasta los inicios de la Guerra de Independencia de Chile, la ciudad refundada de Osorno tuvo un rápido crecimiento, llegando a contar con mil o mil quinientos habitantes en su interior, y con unos diez mil en las zonas rurales bajo su jurisdicción.
El 25 de febrero de 1820, el oficial Jorge Beauchef, junto con su tropa independentista, perseguía a los soldados realistas que huían desde Valdivia hacia Chiloé; una vez llegado a Osorno, Beauchef tomó posesión del fuerte y de la ciudad, renombrando al recinto como «Fuerte Mackenna». Luego de ello, dos días después hizo reconocer la bandera del estado independiente de Chile al pueblo de Osorno.
Posterior a estos hechos, un ejército realista trató de retomar la zona sur desde Maullín, por lo que Beauchef partió de la ciudad a combatirlos el 3 de marzo de 1820 —batalla que sería conocida como Combate de El Toro— en la actual zona de Tegualda.
Finalmente, en 1822, ya finalizada la Guerra de Independencia, la ciudad pasó a depender del antiguo gobierno de Valdivia.

### Periodo de los inicios de la República de Chile
Durante la Guerra de Independencia de Chile, y los primeros años de la república la región se empobreció y se produjo un fuerte fenómeno de emigración, en 1840 apenas tenía ochocientos residentes urbanos.
A mediados del siglo XIX, el gobierno chileno trae a colonos alemanes al promulgar la "Ley de inmigración selectiva" en 1845, más de 6000 familias provenientes de Alemania se instalaron en las zonas de Valdivia, Osorno y Llanquihue para así trabajar en el crecimiento de la región. Estos ayudaron a que la comuna se transformara en un centro de ganadería bovina, dando así un impulso económico a la zona. 
Finalmente, luego de numerosos cambios en la división político-administrativa de Chile, Osorno dejaría de depender de la antigua Provincia de Valdivia y pasa a convertirse en la capital de la provincia del mismo nombre.

### Periodo desde el sigloXXa la actualidad

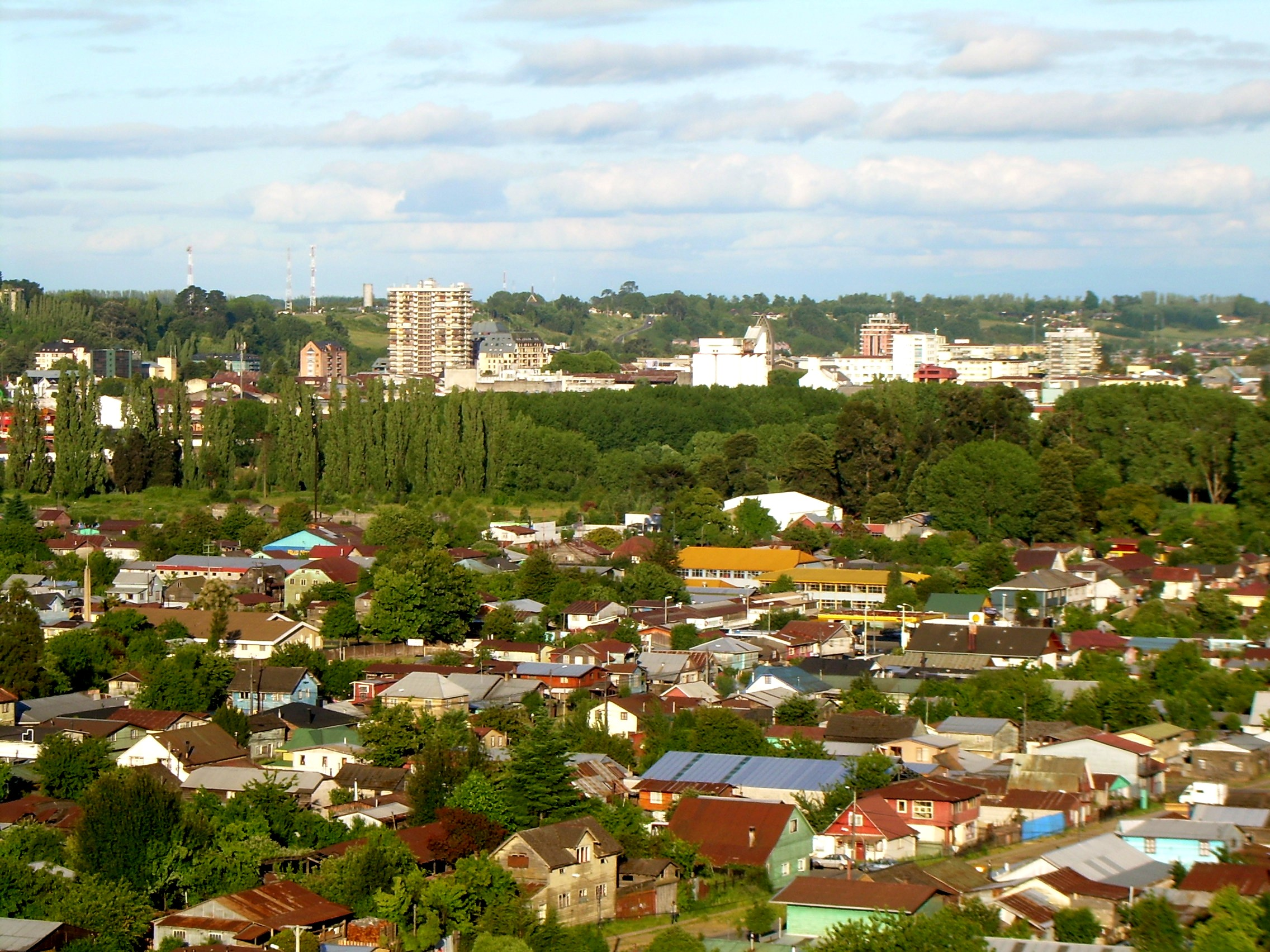
Osorno visto desde un mirador.

A inicios y mediados del siglo XX en la ciudad de Osorno comienza a retomar y formarse un nuevo auge económico, gracias al crecimiento agrícola y ganadero de la ciudad; la urbanización cambia, creándose nuevas calles, y cambiando la apariencia de la ciudad, reemplazando así las típicas carretas por el camión y los automóviles, lo que obligó a la pavimentación de calles y el crecimiento de la ciudad.
En 1907 comenzó a tenderse la vía férrea que conectaría Puerto Montt con Osorno. Terminada el 15 de octubre de 1911, no fue hasta el año siguiente que entró en funcionamiento, primero transportado pasajeros y luego, en 1913, también carga.
La ciudad, que por años había estado dormida, sin mucho movimiento aparente y dependiendo mayoritariamente de las actividades de la ganadería y de la agricultura, desde mediados del siglo XX está viviendo un auge económico y urbanístico, en el cual la ciudad ha crecido tanto en su urbanización como poblacionalmente. Se han implantado nuevos edificios de gran altura, e imponiendo su presencia turística en la zona sur del país. Este nuevo impulso y cambio de imagen de la ciudad comienza a tomar fuerza en la década de 1980, donde destacaba el eslogan y jingle «Osorno es tan bonita y alegre», el cual fue difundido por las radios locales de la época. Es así como en la segunda década del siglo XXI, Osorno está viviendo el llamado «Renacer de Osorno».
Referente a la urbanización actual, a comienzos del siglo XXI se planeó y comenzó a crear un nuevo plan regulador en la ciudad, el cual está en proceso e implicará el reordenamiento de las calles de la ciudad, con la construcción de nuevos puentes, el ensanchamiento de calles convirtiéndolas en avenidas, la implantación de nuevas ciclovías dentro de la ciudad y el permiso de construir a mayor altura, que desde hace años está frenando el crecimiento vertical de la ciudad. Igualmente se planea la creación a futuro de la «Gran Costanera», que bordearía el río Rahue por ambos lados, y la creación de la costanera del río Damas, desde el lado norte de la ciudad. En los últimos años la ciudad ha figurado en diferentes encuestas de seguridad pública como una de las ciudades más seguras de Chile.

## Geografía

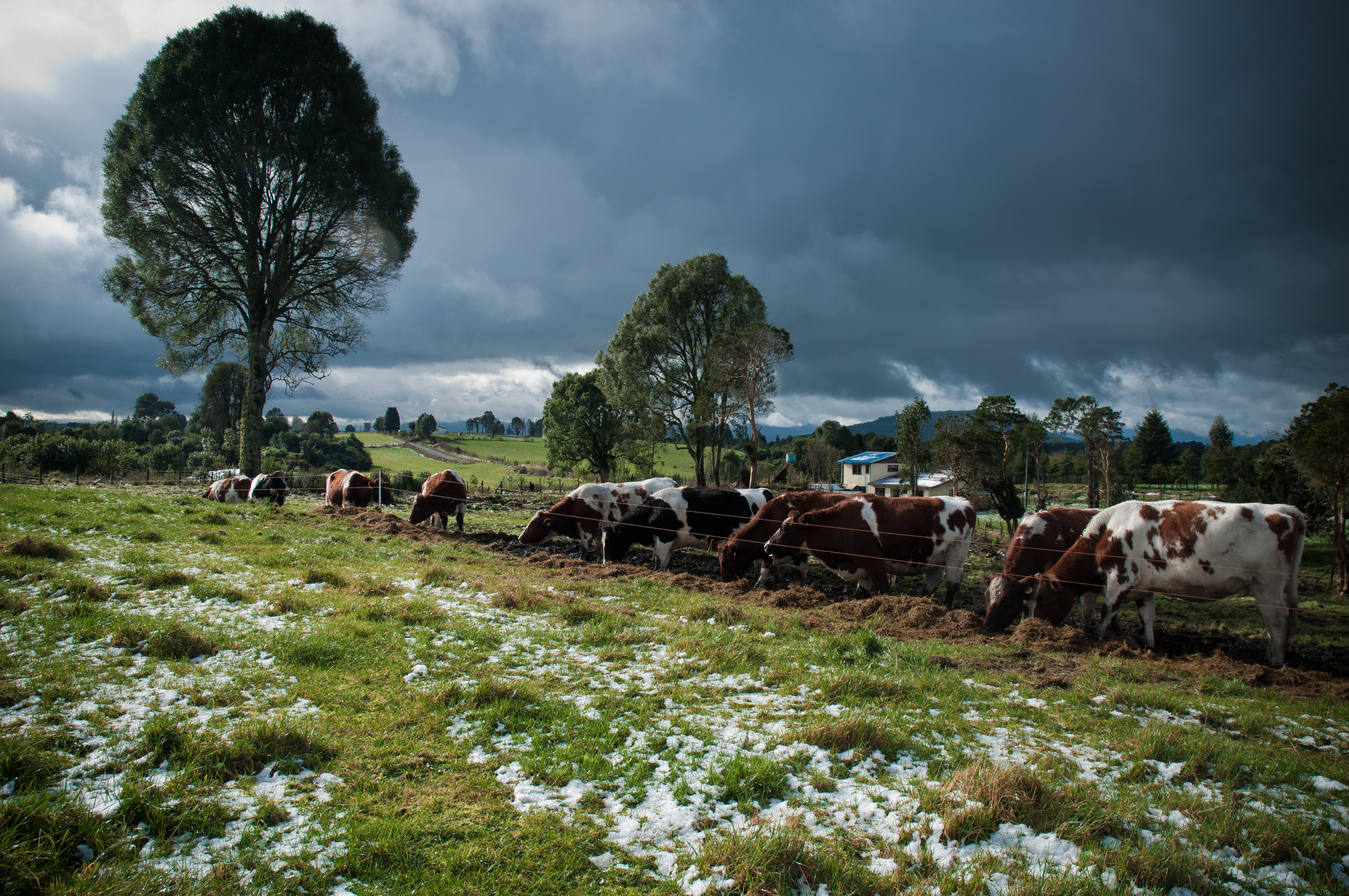
Fotografía de Osorno-sector Rural en invierno

Es una ciudad ubicada al norte de la región de Los Lagos y al oeste de la cordillera de la costa, es atravesada por el río Rahue, también por el río Damas que se une con el río Rahue cerca del antiguo puente San Pedro.

### Geomorfología
La comuna de Osorno se encuentra emplazada en la unidad geomorfológica de Llano central con morrenas y conos.
Al este del río Rahue, la ciudad está ubicada en un llano, así mismo, al oeste del río (exceptuando Rahue Bajo) la ciudad se ubica sobre una meseta.

### Clima
Osorno presenta según la clasificación climática de Köppen clima templado lluvioso con leve sequedad estival (Cfb (s)) y clima templado lluvioso con leve sequedad estival e influencia costera (Cfb (s) (i)). La temperatura media anual es de 12,6 °C con una media en verano de 15,2 °C, si bien puede llegar a 36 °C, y de 7 °C en invierno, pudiendo bajar a -7 °C; presentando un clima de habitabilidad promedio equivalente a la zona de rusticidad 9b a 9a. Sin embargo, la ciudad también ha tenido que sufrir temperaturas extremas ocasionales que han llegado a los 37,5 °C en verano y en invierno a los -13 °C.
Las precipitaciones alcanzan 1327,7 milímetros anuales; esta es menor a la del litoral o los contrafuertes cordilleranos pues la cordillera de la Costa cumple un papel de biombo climático deteniendo el flujo de los vientos del oeste y permitiendo la existencia de vientos secos del sur.
| Parámetros climáticos promedio de Osorno (1970–2000) | Parámetros climáticos promedio de Osorno (1970–2000) | Parámetros climáticos promedio de Osorno (1970–2000) | Parámetros climáticos promedio de Osorno (1970–2000) | Parámetros climáticos promedio de Osorno (1970–2000) | Parámetros climáticos promedio de Osorno (1970–2000) | Parámetros climáticos promedio de Osorno (1970–2000) | Parámetros climáticos promedio de Osorno (1970–2000) | Parámetros climáticos promedio de Osorno (1970–2000) | Parámetros climáticos promedio de Osorno (1970–2000) | Parámetros climáticos promedio de Osorno (1970–2000) | Parámetros climáticos promedio de Osorno (1970–2000) | Parámetros climáticos promedio de Osorno (1970–2000) | Parámetros climáticos promedio de Osorno (1970–2000) |
| Mes                                                  | Ene.                                                 | Feb.                                                 | Mar.                                                 | Abr.                                                 | May.                                                 | Jun.                                                 | Jul.                                                 | Ago.                                                 | Sep.                                                 | Oct.                                                 | Nov.                                                 | Dic.                                                 | Anual                                                |
| ---------------------------------------------------- | ---------------------------------------------------- | ---------------------------------------------------- | ---------------------------------------------------- | ---------------------------------------------------- | ---------------------------------------------------- | ---------------------------------------------------- | ---------------------------------------------------- | ---------------------------------------------------- | ---------------------------------------------------- | ---------------------------------------------------- | ---------------------------------------------------- | ---------------------------------------------------- | ---------------------------------------------------- |
| Temp. máx. abs. (°C)                                 | 37.5                                                 | 36.8                                                 | 33.9                                                 | 29.0                                                 | 21.6                                                 | 25.3                                                 | 20.2                                                 | 25.7                                                 | 24.4                                                 | 26.9                                                 | 29.0                                                 | 36.0                                                 | 37.5                                                 |
| Temp. máx. media (°C)                                | 22.0                                                 | 22.0                                                 | 19.8                                                 | 16.2                                                 | 13.1                                                 | 10.7                                                 | 10.3                                                 | 11.6                                                 | 13.7                                                 | 15.9                                                 | 18.0                                                 | 20.4                                                 | 16.1                                                 |
| Temp. media (°C)                                     | 17.8                                                 | 17.2                                                 | 15.4                                                 | 12.4                                                 | 10.1                                                 | 7.9                                                  | 7.6                                                  | 8.6                                                  | 10.4                                                 | 12.4                                                 | 14.4                                                 | 16.7                                                 | 12.6                                                 |
| Temp. mín. media (°C)                                | 10.6                                                 | 9.6                                                  | 8.4                                                  | 6.9                                                  | 6.4                                                  | 4.4                                                  | 4.2                                                  | 4.3                                                  | 5.2                                                  | 6.8                                                  | 8.4                                                  | 10.3                                                 | 7.1                                                  |
| Temp. mín. abs. (°C)                                 | 0.2                                                  | -0.8                                                 | -3.1                                                 | -5.2                                                 | -7.6                                                 | -9.8                                                 | -13                                                  | -10.4                                                | -7.4                                                 | -3.0                                                 | -1.6                                                 | -0.2                                                 | -13                                                  |
| Días de precipitaciones (≥ )                         | 5                                                    | 6                                                    | 6                                                    | 12                                                   | 16                                                   | 18                                                   | 16                                                   | 14                                                   | 11                                                   | 9                                                    | 6                                                    | 6                                                    | 125                                                  |
| Humedad relativa (%)                                 | 71                                                   | 73                                                   | 78                                                   | 85                                                   | 87                                                   | 89                                                   | 88                                                   | 85                                                   | 80                                                   | 77                                                   | 74                                                   | 72                                                   | 80                                                   |
| Fuente: Dirección Meteorológica de Chile             |                                                      |                                                      |                                                      |                                                      |                                                      |                                                      |                                                      |                                                      |                                                      |                                                      |                                                      |                                                      |                                                      |

### Hidrografía
Esta comuna se halla en la cuenca hidrográfica de río Bueno. Además, la comuna posee diversos cuerpos de agua, entre los que se destacan el río Curaco, río Damas, río Llutun, río Rahue y río Tijeral.
La ciudad de Osorno es atravesada por los ríos Rahue y Damas. Sin embargo, debido a la actual arquitectura de la ciudad, es difícil apreciar el paso de estos dos ríos por todos los sectores que atraviesa.

## Medio ambiente

Trazado simplificado de los ecosistemas y cuerpos de agua presentes en la comuna de Osorno.

### Componentes bióticos
Dentro del territorio de la comuna se pueden hallar los siguientes ecosistemas:
- Bosque caducifolio templado donde predominan Nothofagus obliqua y Laurelia sempervirens (En peligro)
- Bosque laurifolio templado interior donde predominan Nothofagus dombeyi y Eucryphia cordifolia (Preocupación menor)

### Medidas de protección ambiental y conflictos socioambientales
Hasta 2022, la comuna de Osorno cuenta con las siguientes zonas que poseen algún nivel de protección ambiental:
- Humedal Las Quemas (Humedal urbano)[23]
- Humedal Sistema de Humedales Ovejería (Humedal urbano)[24]

### Paisaje urbano

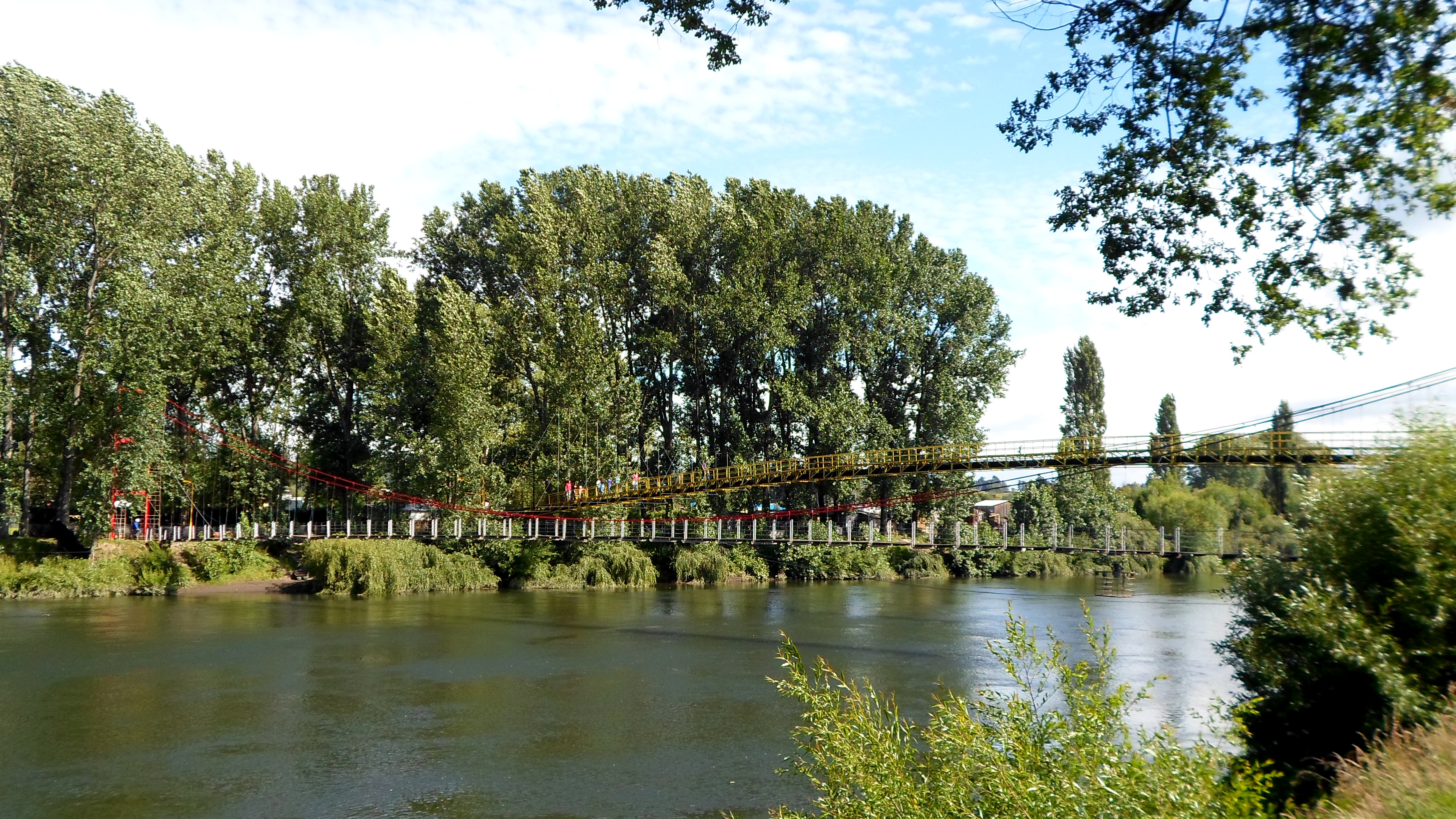
Río Rahue y Puente Bellavista (Parque Bellavista)

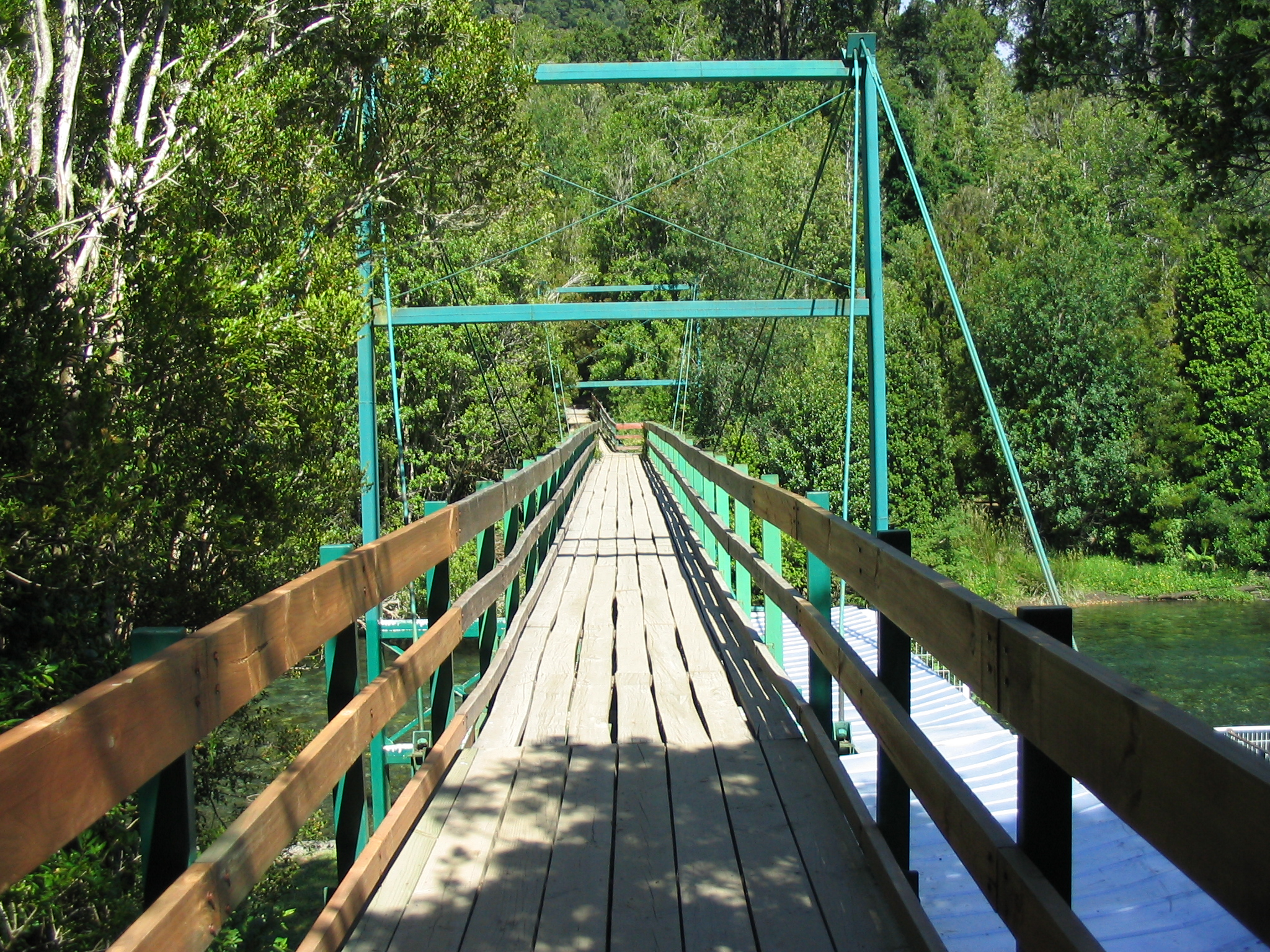
Puente Colgante en Río Damas

En 2019 Osorno se situó como la octava ciudad por áreas verdes en relación con sus habitantes en Chile, según la evaluación realizada por el Sistema de Indicadores y Estándares de Desarrollo Urbano (SIEDU) la urbe poseía un total de 12,57 m² por persona, teniendo así un total de 1,84 km² entre parques y plazas.
Algunos de los parques más emblemáticos de la ciudad.
- Parque Chuyaca, en cuyo interior se encuentra el Parque Pleistocénico de Osorno
- Parque IV Centenario
- Parque Bellavista
- Parque Francke
- Parque Alberto Hott
- Villa Olímpica
- Parque El Bosque de Bellavista
- Plaza de Armas
- Plazuela Yungay
- Parque Avenida Juan Mackenna
- Parque Alto Osorno

## Demografía
La comuna tiene una superficie de 951,3 km² y, según el censo del año 2017, una población de 162 460 habitantes; siendo la decimosexta ciudad más poblada del país, y la segunda ciudad más importante de la Región de Los Lagos, tras la capital regional de Puerto Montt. La proyección para el año 2023 indica una totalidad de 182.338 hab. aproximadamente (tomando en consideración los inscritos en el Servel y la proyección de habitantes menores de 18 años en la comuna de Osorno que realiza el INE).

### Religión

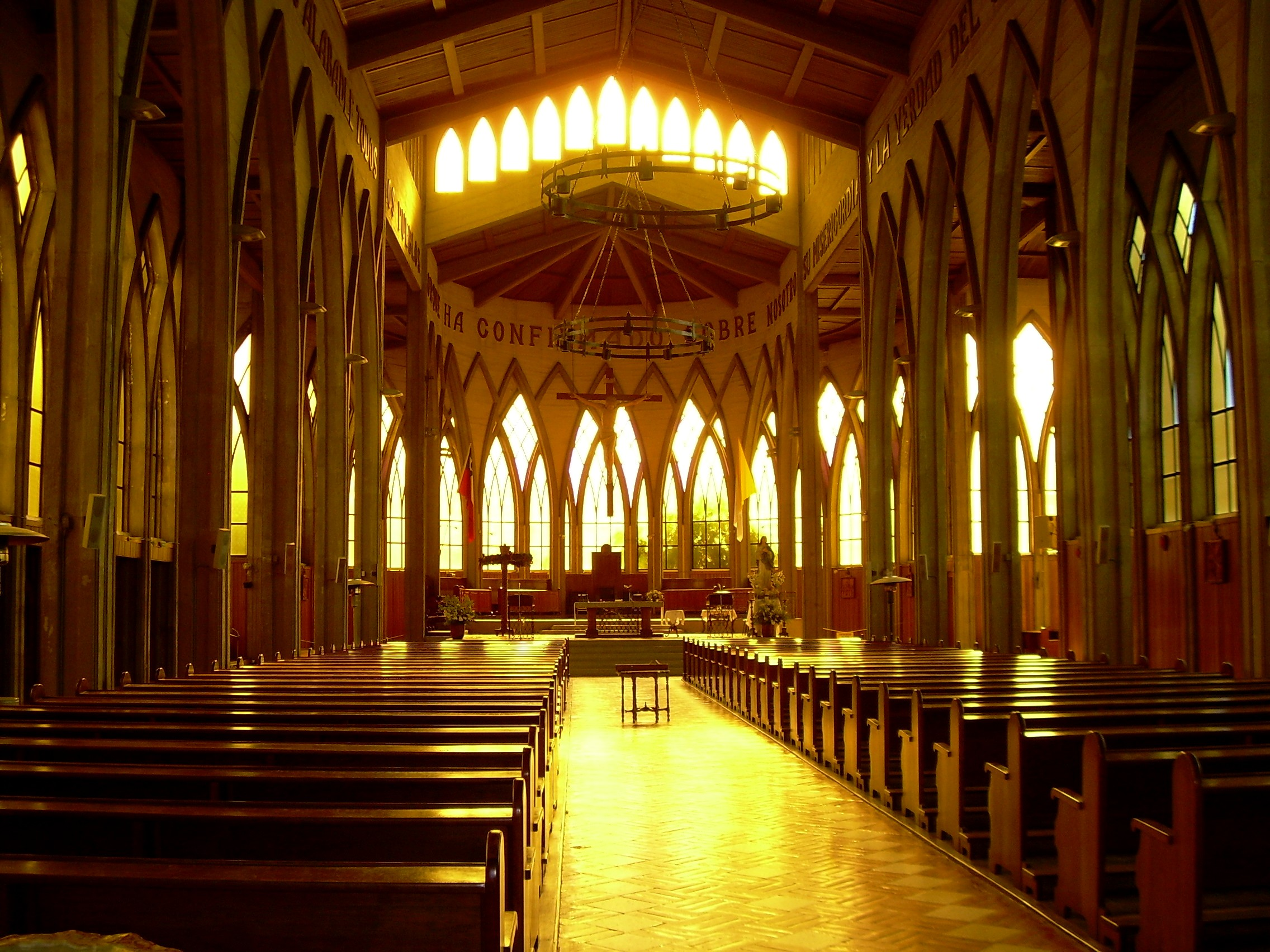
Catedral San Mateo de Osorno, símbolo del catolicismo en la ciudad.

La diócesis de Osorno ocupa la totalidad del territorio de la provincia de Osorno; su sede episcopal se encuentra en Osorno. La máxima autoridad eclesiástica es ejercida por monseñor Carlos Godoy Labraña, VII Obispo de Osorno quien ejerce la jurisdicción eclesiástica católica en siete comunas de la provincia.
Aun cuando el catolicismo sigue siendo la principal religión de la ciudad, con el paso de los años ha perdido algo de terreno a causa del ingreso de diversas corrientes protestantes y al crecimiento del agnosticismo y ateísmo. De acuerdo al último censo, el 68,75 % de los osorninos mayores de 15 años declaró ser cristiano católico. Los seguidores de distintas iglesias evangélicas son el 15,16 %, los mormones corresponden a un 0,99 %, y los testigos de Jehová a un 0,90 %. Un 5,78 % declaró pertenecer a otra religión. Finalmente, un 7,30 % de los mayores de 15 años declararon no profesar ninguna religión.[cita requerida]

## Administración

### Historia administrativa
Con la refundación de la Villa de San Mateo de Osorno, en 1796 la ciudad y territorio que corresponde a la antigua provincia o corregimiento de Osorno, que existió hasta 1602, pasó a anexarse a la Intendencia de Concepción, separándose del Gobierno de Chiloé.
Posteriormente, entre el 1 de junio de 1798 y el 28 de octubre de 1802, la ciudad estuvo bajo dependencia directa del virrey del Perú, Ambrosio O'Higgins, conformando el Gobierno de Osorno; retornando luego a la Capitanía General de Chile —el que es considerado igualmente como partido de Osorno para la convocatoria al Primer Congreso Nacional—, pasando luego entre el periodo de 1811 a 1820 depender nuevamente del Virreinato del Perú, y en 1822 finalmente anexado al gobierno de Valdivia.
Luego de ser finalmente incorporada al territorio chileno con la Constitución de 1823, el partido de Osorno cambió de denominación a delegación de Osorno, con la ciudad como cabecera de esta delegación.
En la Constitución de 1833 se realizó un cambio a la división político-administrativa; al conformarse el departamento de Osorno, la ciudad se convirtió en la cabecera de este departamento.
El 19 de enero de 1940, se promulgó la ley de creación de la provincia de Osorno, y la ciudad pasó a ser la capital de la nueva provincia.
Posteriormente, durante los años 1970 ocurrió un nuevo cambio en la división política-administrativa del país y se suprimió la división por departamentos. Osorno se convirtió en la capital de la actual provincia, e igualmente la capital de la comuna del mismo nombre.
En el año 2008 se introdujo un proyecto al Congreso para crear la comuna de Rahue dentro de la provincia de Osorno, lo que habría dividido a Osorno en dos comunas. La propuesta de división de la ciudad causó gran controversia. En julio de 2009 la Cámara de Diputados aprobó el proyecto, sin embargo, una posterior consulta ciudadana realizada en septiembre de 2010 tuvo como resultado un alto rechazo hacia el proyecto: el 74,5 % de los participantes votó por «No» a una comuna de Rahue, por lo que la iniciativa quedó estancada en el Congreso.

### Municipalidad
La Municipalidad de Osorno, cuya máxima autoridad es el alcalde Jaime Bertin Valenzuela (independiente), está conformada por el Concejo Municipal correspondiente al periodo 2024 - 2028 compuesto por:
- Miguel Arredondo Orellana (PDC)
- María Cecilia Ubilla Pérez (Ind. pro-REP)
- Arturo Buschmann Oyarzún (REP)
- Javiera Ignacia Cabello Subiabre (RN)
- Juan Carlos Velázquez (Ind. pro PR)
- Natali Elizabeth Guissen Ibarra (Ind. pro PL)
- Francisco Razazi Kawa (Ind. pro-CHV)
- María Teresa Valderas Navarro (PDC)

### Representación parlamentaria
Junto con las comunas de Fresia, Frutillar, Llanquihue, Los Muermos, Puerto Octay, Puerto Varas, Puyehue, Purranque, Río Negro. San Juan de la Costa y San Pablo, Osorno integra el Distrito Electoral N° 25. Igualmente, pertenece a la XIII Circunscripción Senatorial (Los Lagos), que abarca a todas las comunas de la región.
Es representada en la Cámara de Diputados —para el periodo 2022-2026— por los diputados Héctor Barría (PDC), Daniel Lilayu (UDI), Harry Jürgensen (PRCh) y Emilia Nuyado (PS)
En el Senado es representada por los senadores Fidel Espinoza (PS) e Iván Moreira Barros (UDI).

## Economía
En 2018, la cantidad de empresas registradas en Osorno fue de 5.175. El Índice de Complejidad Económica (ECI) en el mismo año fue de 1,35, mientras que las actividades económicas con mayor índice de Ventaja Comparativa Revelada (RCA) fueron Explotación de Viveros de Especies Forestales (67,76), Cría de Ganado para Producción de Carne o Ganado Reproductor (22,86) y Cría de Ganado Bovino para Producción Lechera (21,86).
Osorno es un importante centro agropecuario que se identifica igualmente con el eslogan «La patria de la leche y tierra de la carne» de Chile.[cita requerida] Desde sus inicios coloniales la zona de Osorno fue considerada como un área de importancia para el desarrollo agropecuario de la región sur de Chile.

Crecidísimos terrenos, los más fértiles y de mejor temperie, maderas y frutos de cuantos hay en estos dominios.

(Referencia a la zona de Osorno) Hurtado a Gálvez, San Carlos de Chiloé, 6 septiembre 1787. AGI, Chile, 219

En su actividad agropecuaria actual, en la provincia se destaca el cultivo de trigo y avena, y la crianza de ganado para el procesamiento de carnes y lácteos, destacándose como producto propio la crianza del «Novillo de Osorno» y del «Cordero Costeño»; además de la fabricación de equipos agrarios. Como centro ganadero destaca la realización de la feria ganadera Sago Fisur, con más de 80 años de existencia, que congrega a lo más selecto de la ganadería bovina y equina de Chile.
Debido a su papel como ciudad que maneja la economía agropecuaria de la provincia y zonas aledañas, Osorno sufrió un estancamiento económico en el ocaso del siglo XX, ya que por alguna razón no encontró un polo de desarrollo que reemplace a la agricultura y ganadería tradicional existente en la zona, que ya actualmente no son motores suficientes para el desarrollo de la zona, hecho que va dejando rezagada a la ciudad frente al crecimiento que experimentan las zonas inmediatamente vecinas.[cita requerida] Sin embargo, hay algunos esfuerzos en la diversificación agropecuaria tales como los cultivos de bulbos de tulipanes para empresas neerlandesas que utilizan la ventaja de estar en contraestación con Europa, y que han dado una nueva fisonomía a algunas localidades en que se pueden ver campos de tulipanes.[cita requerida]
Otro hecho importante para un nuevo despegue económico de la ciudad son los tratados de libre comercio que ha firmado Chile con Europa y con otras zonas del mundo; tratados con los cuales se crea un empuje económico que ha dado nuevos aires al negocio de exportación de carnes caracterizadas por una crianza con adecuadas condiciones zoosanitarias.[cita requerida] No es menor el hecho de que el país y la zona están libres de las patologías más temidas en la crianza de animales como son la fiebre aftosa o el mal de la vaca loca.
Igualmente cuenta con grandes extensiones de tierras cultivables en las cuales se pueden sembrar cultivos de remolachas, raps y otros productos afines a las cuales serán necesarias en el reciente desarrollo en Chile de los biocombustibles; como la alconafta (mezcla de gasolina con etanol, es decir con alcohol obtenido de la papa, remolacha, caña de azúcar u otros) o el biodiésel (combustible similar al diésel obtenido del aceite que se extrae de oleaginosas como el raps o colza). Esto último es muy prometedor, debido al hecho de que el gobierno chileno ha anunciado que no aplicará a los biocombustibles los impuestos específicos que gravan a todos los combustibles derivados del petróleo, junto con un uso mínimo de ellos en las mezclas de bencinas y diésel que se vendan en Chile, con lo cual su producción tendría un mayor apoyo aún y el resultado sería doblemente positivo, ya que dinamizaría la agricultura por una parte y por la otra aportaría a bajar la contaminación que produce el parque automotriz. Este hecho hace que la ciudad de Osorno este a favor de un nuevo boom agrícola y con ello contribuir al país entregando bioenergía renovable.[cita requerida]
Su cercanía con el paso internacional Cardenal Samoré, que une a la provincia de Osorno con el sur de la República Argentina, hace que la ciudad de Osorno sea una ciudad de paso. Por su equipamiento y por la baja altitud a la que se encuentra, el paso Cardenal Samoré soporta muy bien las intensas nevadas cordilleranas y permanece abierto casi todos los días del año, siendo frecuentemente la única conexión vial operativa que conecta todo el importante tránsito de productos de importación y exportación entre Chile y los países del Mercosur, así como el flujo de pasajeros que puede haber quedado aislado al otro lado de la cordillera de los Andes después de intensas nevadas.
Por último, el turismo ecológico y una mayor divulgación de los atractivos turísticos de la ciudad y la provincia han comenzado a constituirse también en un pilar de desarrollo.[cita requerida]

## Servicios públicos

### Educación
Los liceos emblemáticos de la ciudad son el Liceo Carmela Carvajal de Prat, Liceo Eleuterio Ramírez, Instituto Comercial, Liceo Industrial, Liceo Rahue de Osorno y Liceo Politécnico. En educación básica y secundaria se encuentran: Instituto Alemán de Osorno, Liceo Alianza Francesa Claude Gay, Colegio San Mateo, Colegio Santa Marta, Osorno College, Blas Pascal School, Creación, Saint Thomas College y escuelas Modelo, Canadá, México y Suiza, entre otras.
En educación superior el principal centro educativo de la ciudad es la Universidad de Los Lagos, institución estatal creada el 30 de agosto de 1993. Además, se encuentran sedes de la Universidad Tecnológica de Chile y Universidad Austral de Chile. También están presentes los institutos Inacap, AIEP y Santo Tomás. El Instituto Profesional Agrario Adolfo Matthei, con más de 80 años de educación, es el más antiguo de la ciudad y sigue hasta hoy enseñando la agricultura chilena.
En cuanto a las bibliotecas, destaca la Biblioteca Municipal de Osorno, siendo la más grande de la ciudad en cuanto a cantidad de libros. Está actualmente ubicada en la antigua estación de trenes. Además, también está la Biblioteca Pública Municipal N.° 202 de Población Schilling; data de 1985 y depende de la Dibam y del municipio osornino.

## Cultura

### Eventos
Como actividades turísticas destacan en Osorno el Festival de la Leche y la Carne, la feria ganadera Sago Fisur, la Muestra Folclórica Nacional de Osorno y el Festival Campesino organizado por Radio La Voz de la Costa. A ellos, se suman los fuegos artificiales que anualmente alumbran para conmemorar las Fiestas Patrias.
Otra actividad tradicional en la ciudad es el desfile de carros alegóricos, cuyos vehículos son realizados por el Liceo Industrial de Osorno.

### Patrimonio material

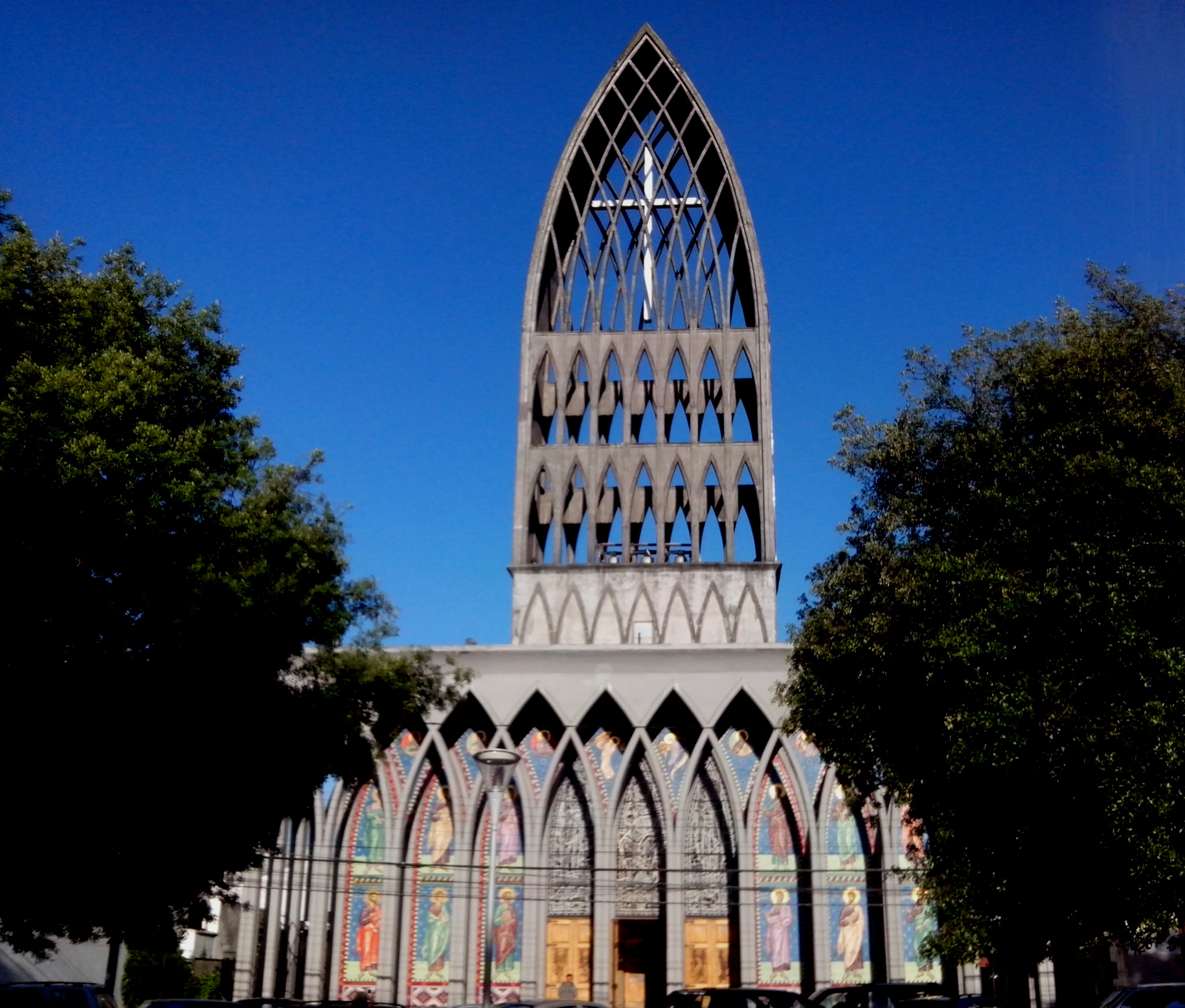
Catedral San Mateo de Osorno, vista desde la Plaza de Armas de Osorno.

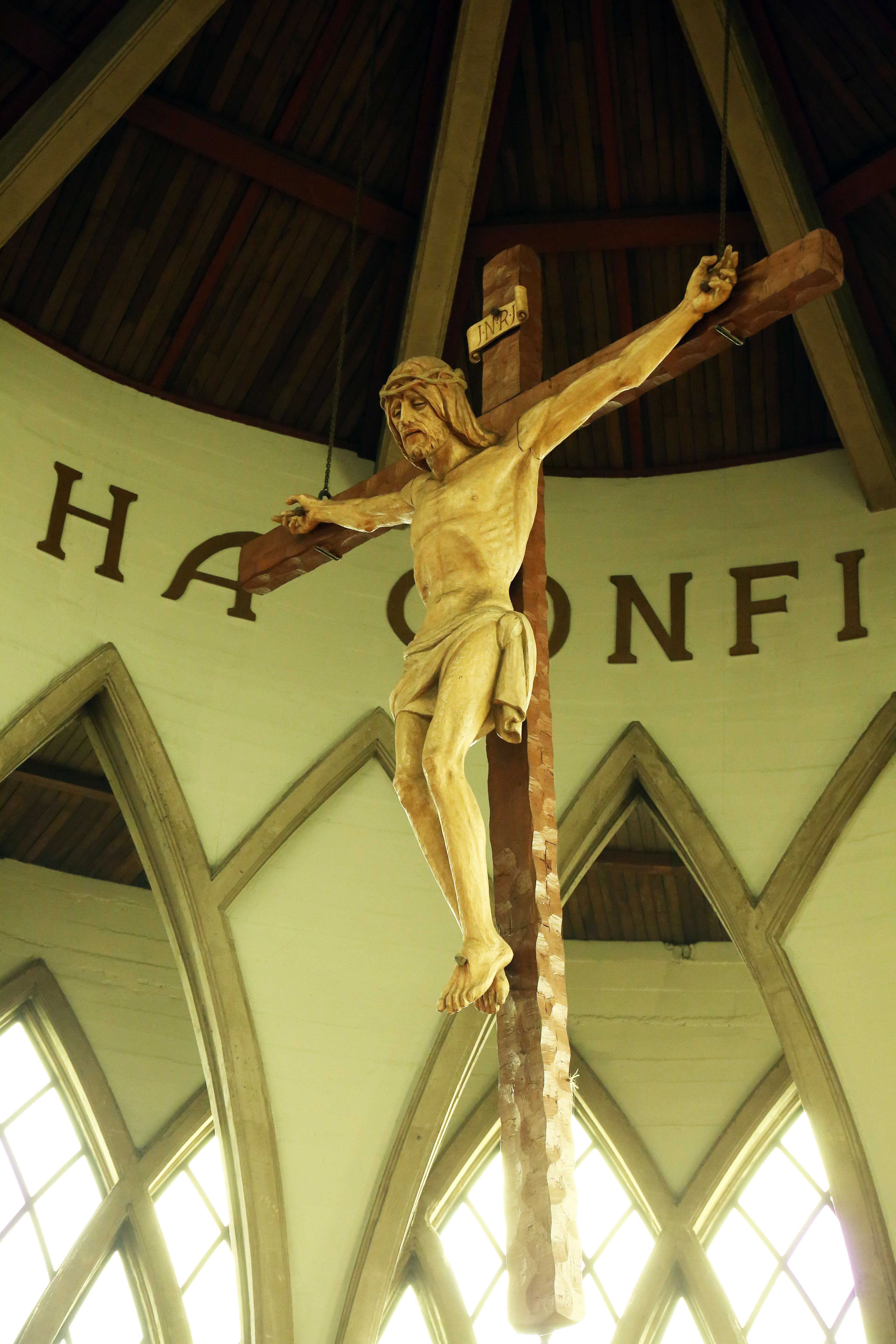
Cristo al interior de la Catedral de Osorno

Osorno apunta a ser identificada con el eslogan de «Osorno Ciudad-Parque».[cita requerida] Para ello, dentro de la ciudad existen o están en proceso de construcción una red de parques y plazas, ubicados principalmente a orillas de los ríos Rahue y Damas. Entre ellos destacan el parque Chuyaca, a orillas del río Damas en la entrada principal a la ciudad, el parque IV Centenario de Osorno, el parque Francke, el parque Alberto Hott y el parque Bellavista, además del campin Arnoldo Keim y el campin Olegario Mohr. Con ellos, Osorno se caracteriza por ser es unas de las ciudades con más hectáreas de áreas verdes del país, lográndose posicionar como una «ciudad verde».
Dentro de estos parques destaca igualmente el Parque Pleistocénico de Osorno —parque temático con esculturas de animales prehistóricos de la zona— ubicado en el interior del parque Chuyaca; y la «Gran Piscina al aire libre de Osorno» para alrededor de 800 bañistas, la cual se ubica igualmente en interior del parque Chuyaca. Relacionado con los parques, igualmente se está construyendo la costanera peatonal Anillo de Borderío, que irá desde el parque Chuyaca a la desembocadura del río Damas.[cita requerida]
Además, la ciudad presenta otros lugares de interés, como por ejemplo: el Fuerte Reina Luisa, la plaza de Armas —en donde se ubica la escultura del Monumento al Toro y su gran pileta con iluminación led de sus chorros de aguas—, el Pueblito Artesanal de Osorno, el Mercado Municipal de Osorno, el Casino Sol Osorno —en cuyo interior se encuentra emplazado el pintoresco paseo peatonal y bulevar «Pueblito suizo-alemán», cuyo estilo arquitectónico temático es el de un pueblo bávaro-suizo tradicional—, y el Mall Portal Osorno.
Dentro de su patrimonio arquitectónico destaca la antigua estación de trenes, donde se ubica actualmente la Biblioteca Municipal, la Catedral de San Mateo y la iglesia San Francisco. Además, en este ámbito se encuentran las seis pintorescas casas patrimoniales de Osorno, las cuales presentan una construcción típica de madera del siglo XIX, por lo que han sido declaradas Monumento Nacional, encontrándose ellas ubicadas en el centro de la ciudad.

## Lugares de interés

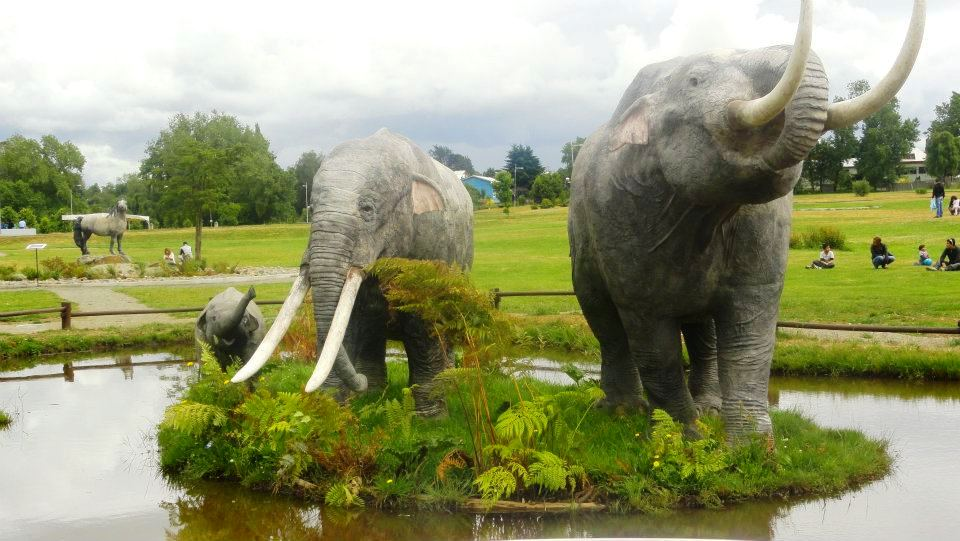
Esculturas de una manada de gonfoterios a los alrededores del museo, en el Parque Pleistocénico (al interior del Parque Chuyaca - Osorno)

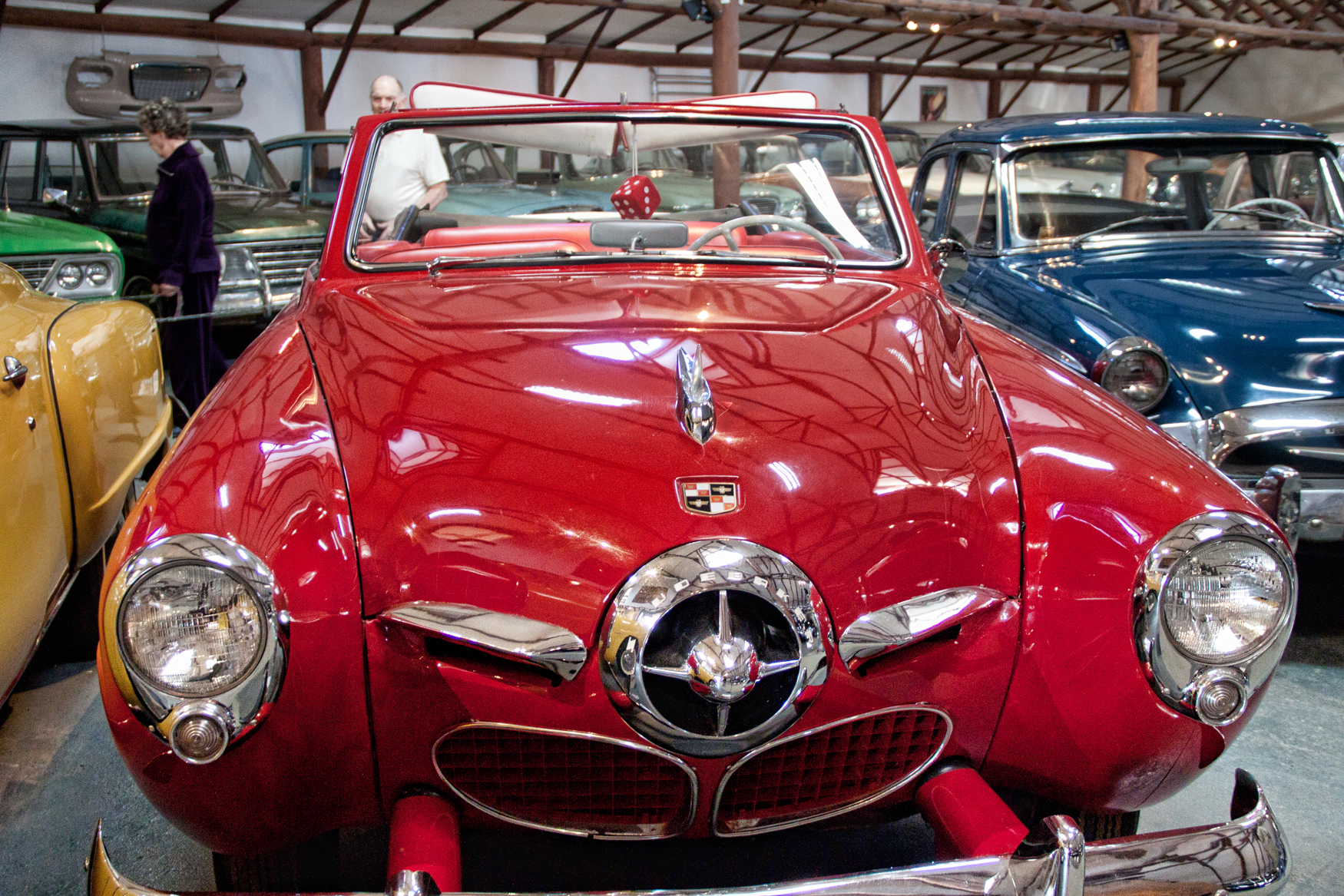
Studebaker 1950 Champion Convertible. Auto Museum Moncopulli, Chile.

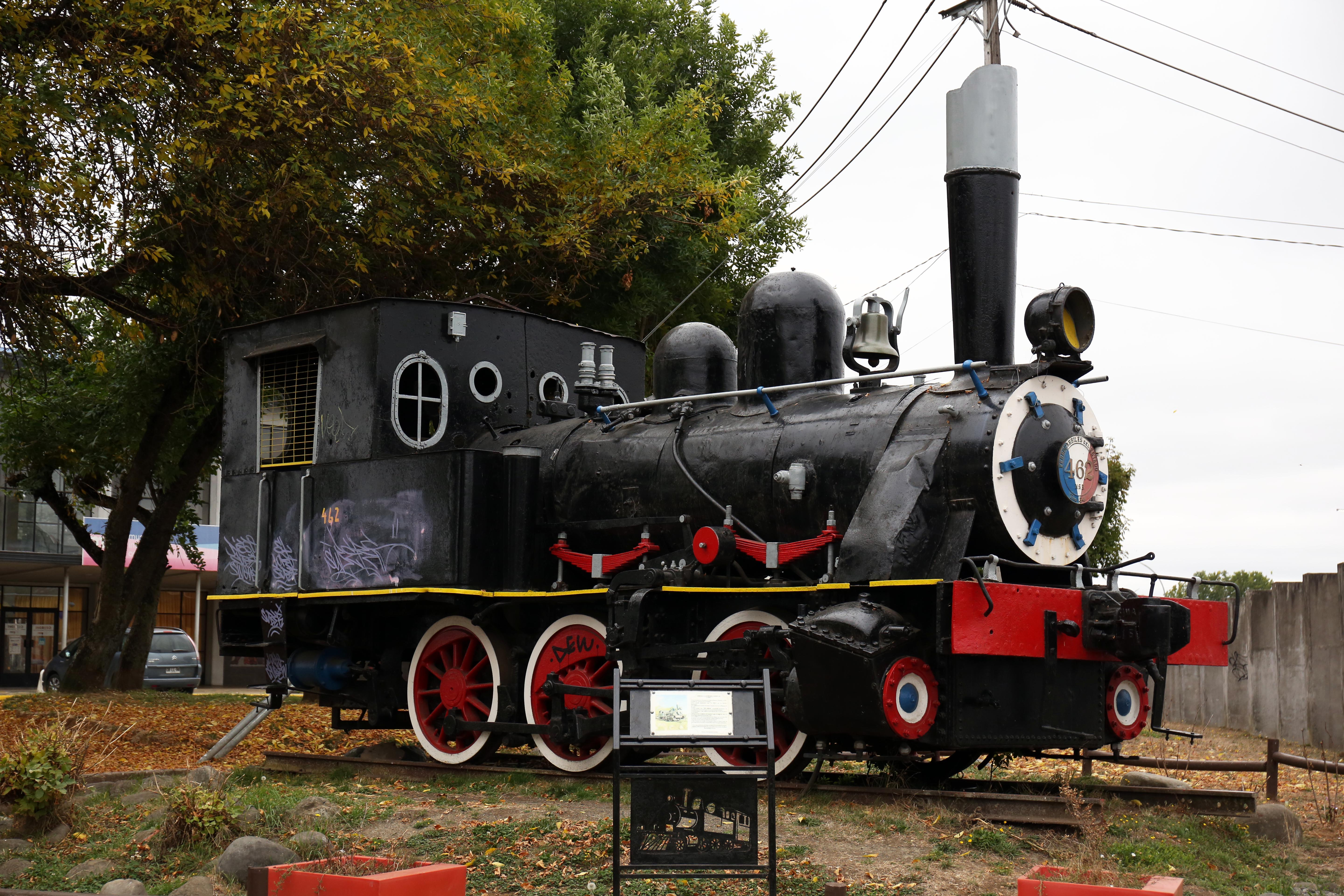
Locomotora en Vieja estación de Osorno

### Museos
Los museos más representativos de la comuna son:
- El Museo Paleontológico Chuyaca, que se caracteriza por exponer restos de la megafauna y de la presencia humana que habitó la zona del sur de Chile hace más de 12 000 años.
- El Museo Histórico Municipal de Osorno, que muestra colecciones relacionadas con los descubrimientos arqueológicos y la paleontológicos de la zona, una amplia muestra de objetos pertenecientes a la cultura huilliche que habita zonas de la provincia de Osorno y la colonización alemana en Chile que incluyó ciudades como Osorno. También tiene una sala completa con animales disecados pertenecientes a la zona sur de Chile.[41]
- La sala de exposiciones del Fuerte Reina Luisa dispone de una exposición —que incluye maquetas en miniatura y figuras de personajes históricos a tamaño real— relacionada con la historia de la ciudad, además de la historia del fuerte.[42]
- El Museo Interactivo Osorno, que se encuentra en la antigua estación de ferrocarriles de la ciudad. Tiene exposición con diferentes módulos científicos e interactivos.[43] Además, a las afueras de la antigua estación se encuentra una antigua locomotora fabricada en 1910, que operó hasta la década de 1980.[44]
- El Museo Surazo de Arte. Ubicado frente al Museo Histórico Municipal, presenta variadas exposiciones de diferentes artistas manuales esculturales y de distintos ámbitos culturales.[45]
- La Sala Museográfica del Pleistoceno, en la cual se exhiben diversos fósiles de animales encontrados en el sitio paleontológico Pilauco que datan de hace 15 000 años. Se trata de un recinto de 270 metros cuadrados de superficie, que cuenta con dos salas, módulos interactivos, dioramas y los fósiles más representativos, que permiten conocer el aporte científico de este hallazgo paleontológico único en Chile. Además, dispone de una sala depósito para las colecciones, que al mismo tiempo se usará como estación de trabajo para el permanente trabajo de análisis. En esta sala es posible ver el proceso de restauración de un cráneo de gonfoterio.
- A 25 km de Osorno, en la comuna de Puyehue, se encuentra el Auto Museum Moncopulli, el primer museo de su tipo en Chile, el cual posee en exhibición aproximadamente 25 automóviles antiguos, teniendo entre su colección la marca norteamericana Studebaker, desaparecida en 1965.[46]

### Teatros
Destaca la construcción del futuro Teatro de las Artes de Osorno.

## Transporte

#### Transporte Aéreo

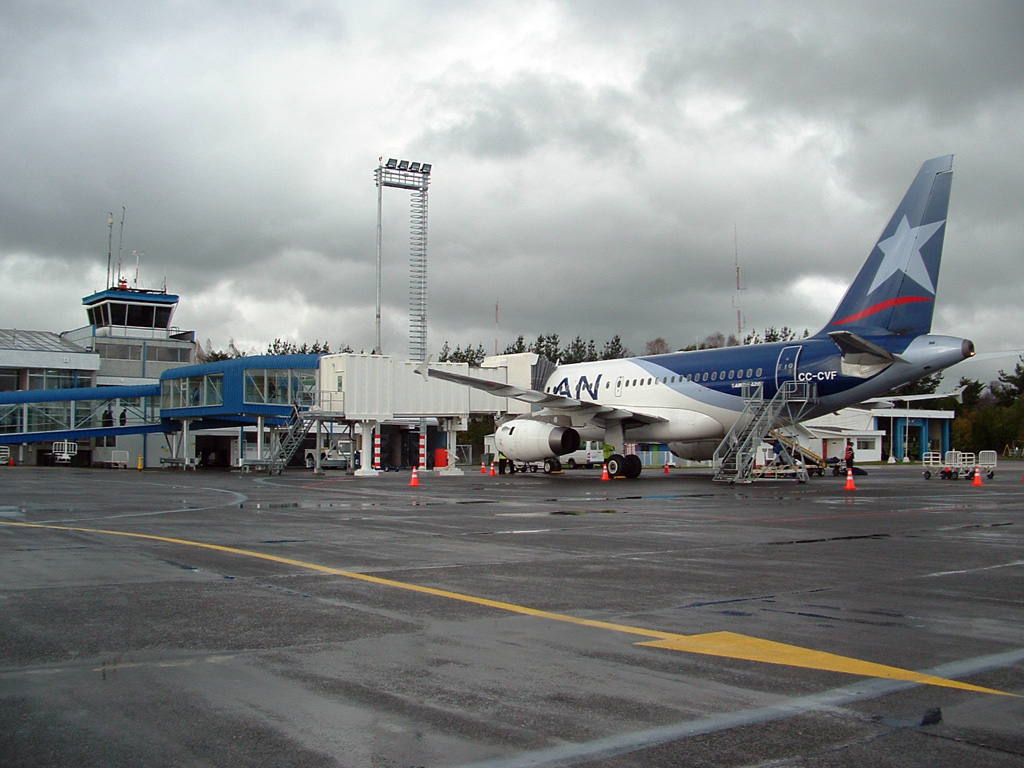
Aeropuerto Cañal Bajo Carlos Hott Siebert, de Osorno.

La comuna cuenta con un terminal aéreo, el aeropuerto Cañal Bajo Carlos Hott Siebert

### Transporte ferroviario

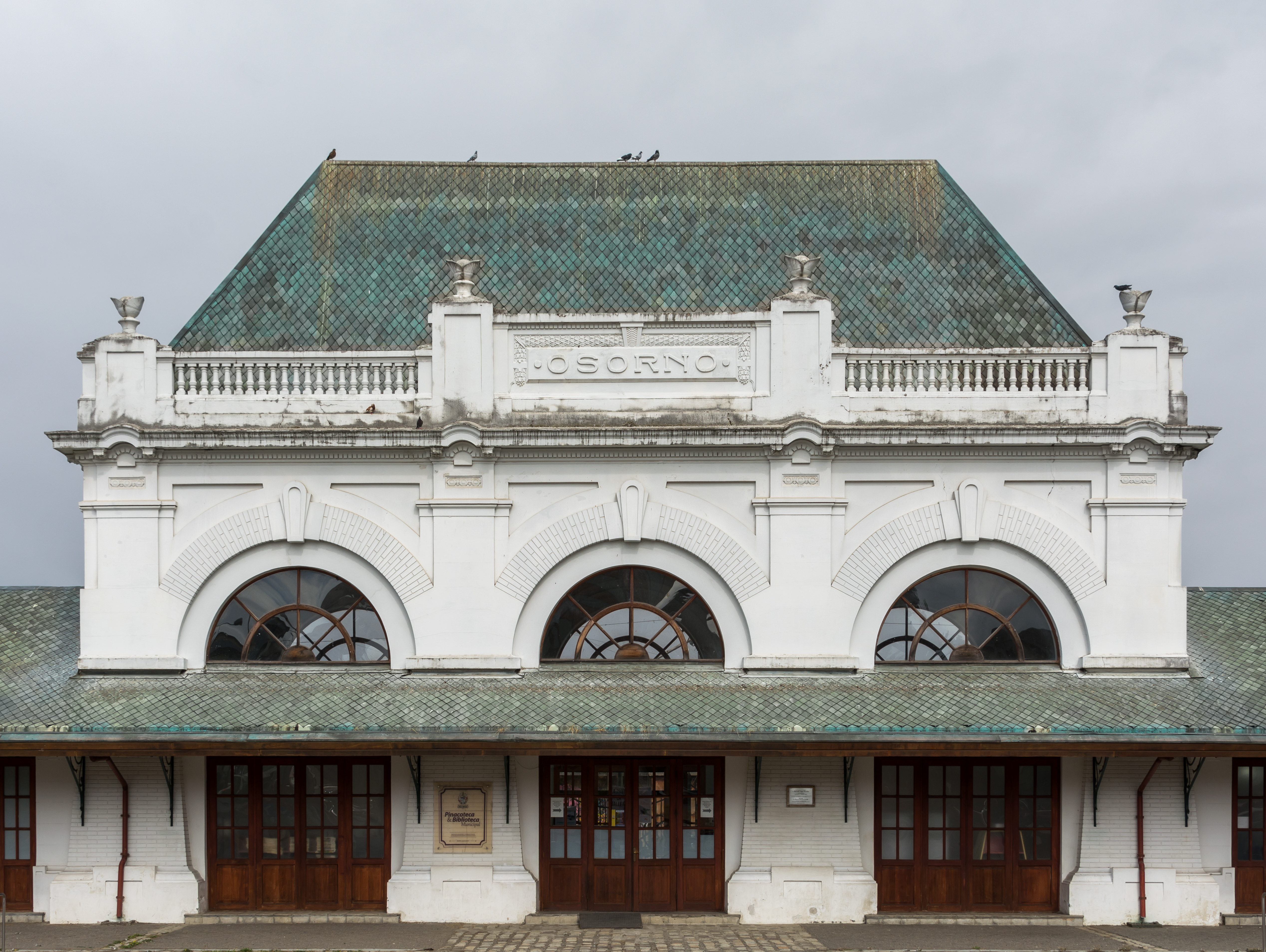
Antigua estación de ferrocarriles de Osorno (2019).

la comuna cuenta con la antigua estación ferroviaria de Osorno, la cual estuvo operativa entre 1895 a 1996, junto con la nueva estación de la ciudad, inaugurada en 1964. Al norte de la ciudad se encuentra la estación Chacayal. Todas se encuentran inoperativas; sin embargo, con el anuncio del Tren Llanquihue-Puerto Montt, se ha planteado extender este servicio hasta Osorno.

### Transporte público

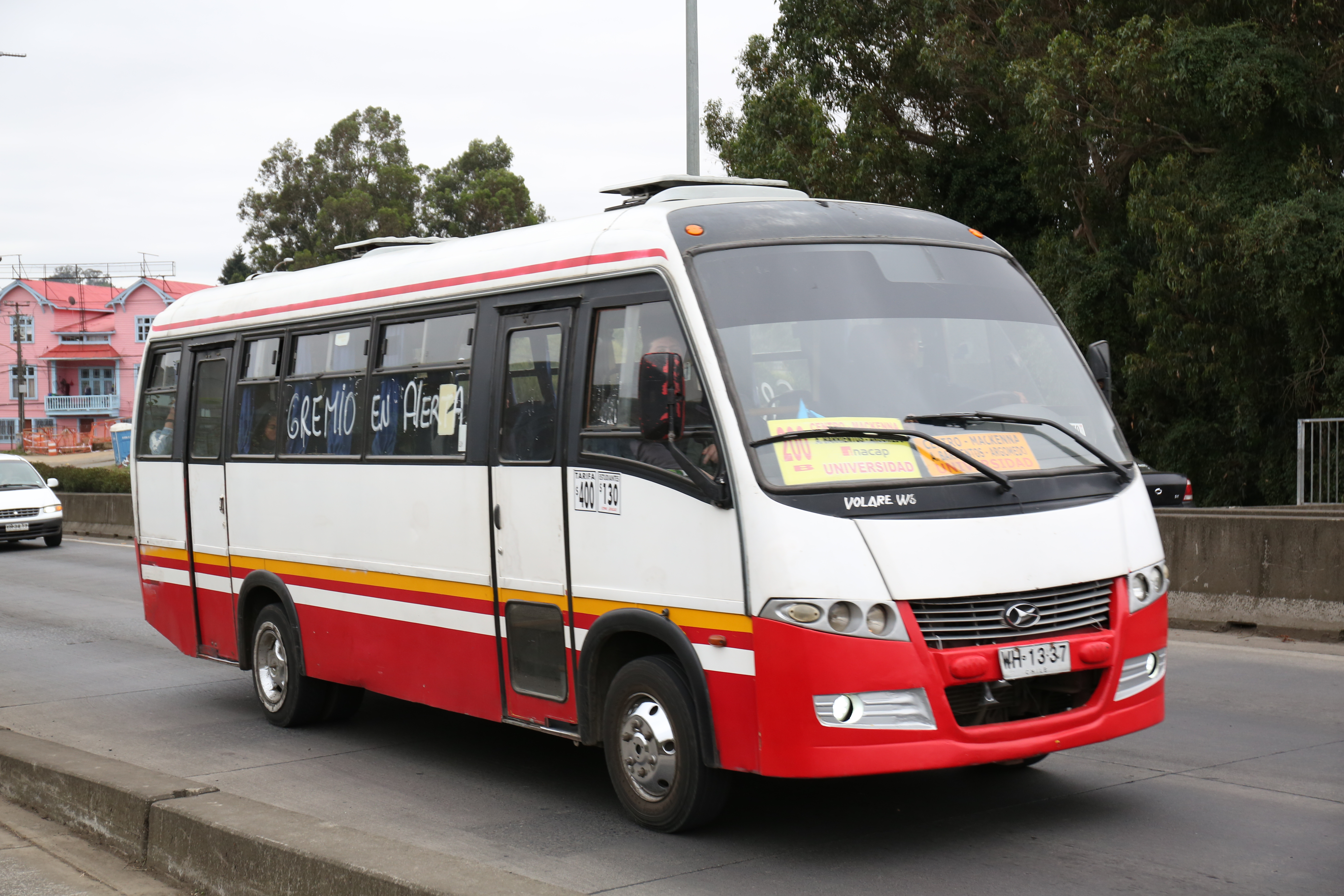
Locomoción de Osorno.

La ciudad tiene 3 terminales de buses con destinos nacionales e internacionales.
- Terminal Rodoviario. El actual terminal de buses de Osorno se encuentra en la zona céntrica, entre las calles Federico Errázuriz, Angulo, Los Carrera y Cristóbal Colón. La infraestructura del edificio data de 1972 y si bien la estructura del inmueble no presenta daños, las condiciones arquitectónicas y funcionales han quedado obsoletas con el pasar del tiempo.[cita requerida] Posee una superficie de terreno neta de 6255 m² y una superficie construida de 1460 m², una losa para los buses de 2500 m² y 18 andenes para buses intercomunales interprovinciales, interregionales y los provenientes de Argentina. El edificio cuenta con nueve locales comerciales, 16 oficinas de venta de pasajes, cuatro servicios higiénicos, una oficina de administración, una oficina de información turística, una sala de custodia y 50 plazas de estacionamientos para vehículos particulares. Los destinos a ciudades son: Santiago, Valparaíso, Viña del Mar, Rancagua, Curicó, Talca, Chillán, Talcahuano, Concepción, Los Ángeles, Temuco, Valdivia, Puerto Varas, Puerto Montt y la Isla de Chiloé (Ancud, Castro y Quellón). También del Terminal Rodoviario hay salidas diarias a Bariloche y Villa La Angostura en Argentina.
- Terminal Mercado de Osorno. Tiene servicios hacia localidades cercanas como Río Negro, Puyehue, Aguas Calientes y otros poblados.
- Terminal Rural de Rahue. Cuenta con servicios rurales hacia localidades ubicadas al oeste de Osorno, principalmente hacia los poblados costeros de Bahía Mansa, Pucatrihue y Maicolpué.

#### Taxibuses
La ciudad de Osorno cuenta con doce líneas de servicios:
- Línea 1A (Villa Lololhue - Hospital)
- Línea 1B (Pob. Santisima Trinidad - Universidad de Los Lagos)
- Línea 1C (Villa Lololhue - Instituto Tecnológico)
- Línea 1D (Villa Lololhue - Azapa - Universidad de Los Lagos)
- Línea 2A (Portal Osorno - Universidad de Los Lagos)
- Línea 2B (Portal Osorno - Instituto Tecnológico)
- Línea 3 (Rahue Alto - Terminal)
- Línea 3A (Rahue Alto - Instituto Tecnológico)
- Línea 4 (Mirasur - Universidad de Los Lagos)
- Línea 5 (Ovejería - Instituto Tecnológico)
- Línea 7 (Francke - Kolbe)
- Línea 7A (Francke - Hospital - Kolbe)

#### Taxis colectivos
Existen 18 líneas de taxis colectivos que se dividen en los sectores de Rahue alto, Mirasur, Francke, Quinto Centenario y Ovejería.[cita requerida]

## Medios de comunicación

### Diarios
- El Austral de Osorno (Escrito/Digital)
- Soy de Osorno (Digital)
- El Vacanudo (Digital)
- PaisLobo (Digital)
- DiariodeOsorno.cl (Digital)
- osornoenvivo.cl (Digital)

### Televisión
| Nombre              | N.º canal | Señal nacional/local | Señal TDT/Privada                  |
| ------------------- | --------- | -------------------- | ---------------------------------- |
| TVN HD              | 05.1      | Nacional             | TDT                                |
| NTV                 | 05.2      | Nacional             | TDT                                |
| Chilevisión HD      | 07.1      | Nacional             | TDT                                |
| UChile TV           | 07.2      | Nacional             | TDT                                |
| Canal 13 HD         | 09.1      | Nacional             | TDT                                |
| T13 En Vivo         | 09.2      | Nacional             | TDT                                |
| La Red HD           | 13.1      | Nacional             | TDT                                |
| I-Net TV Digital HD | 25.1      | Local                | TDT                                |
| Bío Bío TV HD       | 29.1      | Nacional             | TDT                                |
| ULagos TV HD        | 45.1      | Local                | TDT                                |
| Osorno TV           | 46        | Local                | Privada, (WITV Telefónica del Sur) |

### Radioemisoras

#### FM
- 88.5 MHz - Radio FM del Río
- 89.1 MHz - Inicia Radio
- 89.7 MHz - Corazón FM
- 90.3 MHz - Radio La Mega
- 90.7 MHz - Radio Beethoven
- 91.1 MHz - Radio Agricultura
- 91.9 MHz - Radio Pudahuel
- 92.3 MHz - ADN Radio Chile
- 93.1 MHz - Radio La Rancherita
- 93.5 MHz - CLG Radio
- 94.5 MHz - Radio Sago Osorno
- 95.1 MHz - Radio La Sabrosita
- 96.5 MHz - Radio Musicoop
- 97.1 MHz - FM Dos
- 97.5 MHz - Romántica FM
- 98.1 MHz - El Conquistador FM
- 98.7 MHz - Radio Armonía
- 99.7 MHz - Radio Infinita
- 100.3 MHz - Radio Supersol
- 101.5 MHz - Radio La Palabra
- 102.1 MHz - Radio Universo
- 102.9 MHz - Radio Edelweiss
- 103.5 MHz - Radio Antillanca
- 104.5 MHz - Radio Sinergia
- 105.1 MHz - Digital FM
- 105.5 MHz - Radio Punto 7
- 106.5 MHz - Radio Bío-Bío
- 107.1 MHz - Radio Mana
- 107.3 MHz - Radio Fortaleza
- 107.5 MHz - Radio Universidad de Los Lagos
- 107.7 MHz - Radio Alerce

#### AM
- 600 kHz - Radio La Señal
- 780 kHz - Radio Sago Osorno
- 900 kHz - Radio La Voz de la Costa
- 1280 kHz - Radio La Palabra

## Deportes

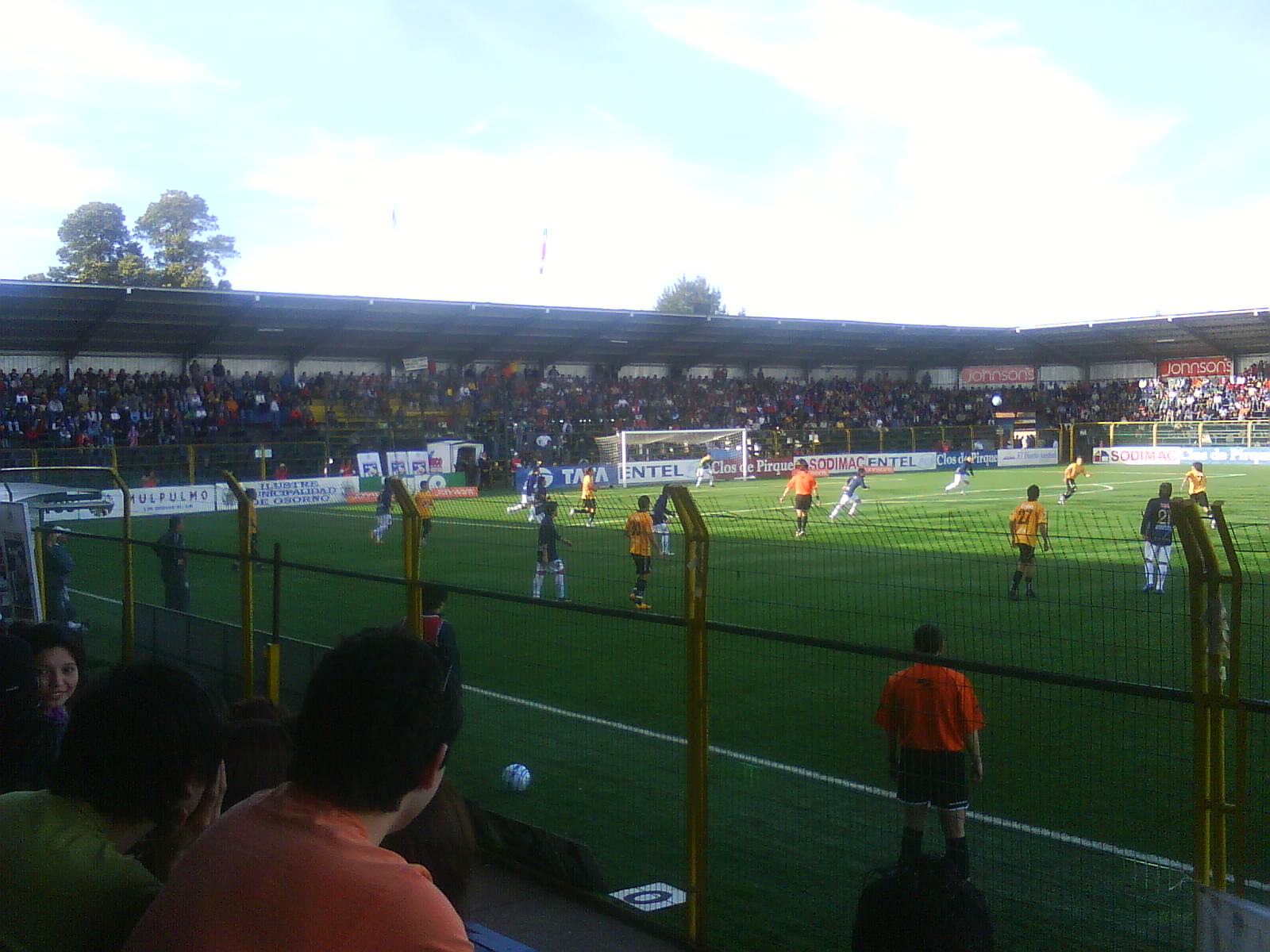
Estadio Rubén Marcos

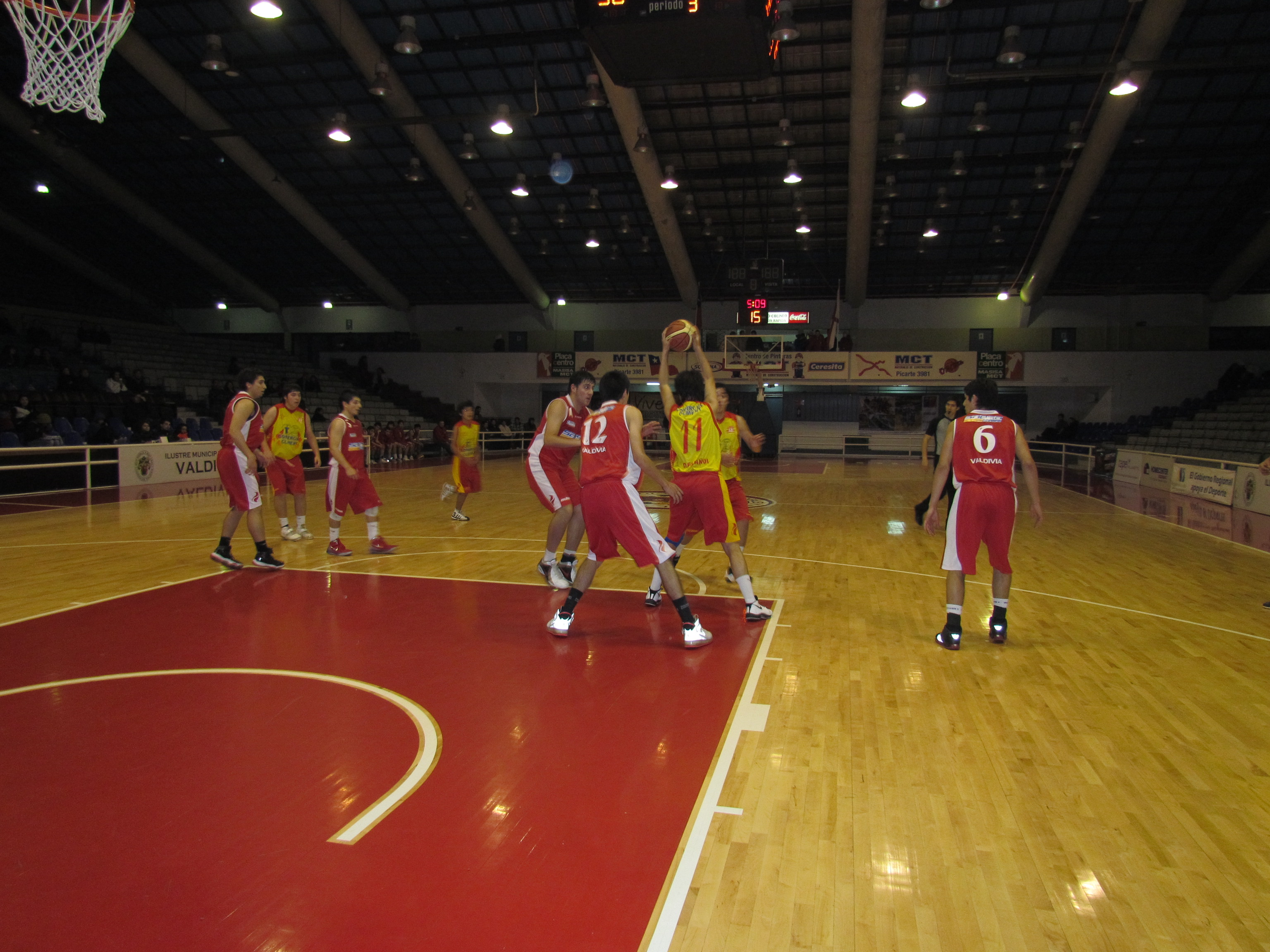
Español Osorno vs Club Deportivo Valdivia

Como ciudad agropecuaria, el rodeo es el deporte tradicional representativo de la comuna. Para su práctica se cuenta con la Medialuna de Osorno, que sobresale por ser techada. También existen canchas destinadas a la práctica de la equitación, deporte que ha dado la provincia destacados campeones nacionales.
Referente a deportes más contemporáneos, destaca el básquetbol. El Club Provincial Osorno fue uno de los protagonistas habituales de la Dimayor, habiendo ganado el campeonato en cuatro ocasiones, la última en 2006, antes de desaparecer por la falta de apoyo del público en 2008. En la actualidad Osorno Básquetbol es el equipo que representa a la ciudad en la Liga de Baloncesto del Sur de Chile.
En cuanto a infraestructura deportiva, destaca el Gimnasio Monumental María Gallardo, ubicado en el complejo de la Villa Olímpica de Osorno. La ciudad también cuenta con el estadio techado más antiguo de Chile, el Estadio Municipal Rubén Marcos Peralta, y el Complejo Polideportivo de Rahue Alto, donde el tenis de mesa se concentra en los entrenamientos de alto rendimiento.
La ciudad es la sede del Provincial Osorno, equipo de fútbol que juega en el Estadio Rubén Marcos. El equipo, fundado en 1983, recibe el apodo de «Toros» al ser un animal representativo de la zona ganadera, siendo una institución de gran arraigo en la comunidad osornina. Además, en su historia deportiva logró estar nueve años en Primera División y los restantes en Primera B, hasta el año 2012 donde el club fue desafiliado debido a una deuda millonaria. Su mayor logro deportivo fue participar en la Copa Sudamericana el año 2003 y sus tres campeonatos de ascenso los años 1990, 1992 y 2007. Actualmente juega en la Segunda División Profesional del fútbol chileno.
El boxeo ha sido siempre un deporte muy practicado en Osorno, dando como resultado a importantes boxeadores como Martín Vargas, que se ha constituido en un referente nacional de este deporte, quien disputó varias veces el título mundial de su categoría peso mosca, y ganó los títulos sudamericano y continental.
También destaca el tenis de mesa, deporte que cuenta con tres clubes activos: Club Atlético Llanquihue, Club Emilio Scaff y Club Deportivo Bancario. Uno de los jugadores destacados osorninos fue Roberto Rodríguez Aguilar, quien fue campeón de Chile en esta disciplina.[cita requerida] Actualmente los deportistas destacados en varones son Daniel Flores Zúñiga, Pablo Vera y Alberto Barria; en damas Valentina Ríos —campeona sudamericana categoría Penecas 2013—, Natasha Ríos y Yoselyn Reyes.[cita requerida]
| Equipo                                    | Deporte    | Competición                           | Estadio                                | Creación  |
| ----------------------------------------- | ---------- | ------------------------------------- | -------------------------------------- | --------- |
| Club Deportivo Deportes Provincial Osorno | Fútbol     | Segunda División Profesional de Chile | Estadio Municipal Rubén Marcos Peralta | 2012      |
| Club Provincial Osorno (extinto)          | Fútbol     | Segunda División Profesional de Chile | Estadio Municipal Rubén Marcos Peralta | 1983-2012 |
| Osorno Básquetbol                         | Baloncesto | Liga Nacional de Básquetbol de Chile  | Gimnasio Monumental María Gallardo     | 2009      |
| Club Provincial Osorno (extinto)          | Baloncesto | Dimayor                               | Gimnasio Monumental María Gallardo     | 1996-2009 |
| Club Malta Morenita de Osorno (extinto)   | Baloncesto | Dimayor                               | Gimnasio Monumental María Gallardo     | ?-1989    |
| Deportivo Sirio de Osorno (extinto)       | Baloncesto | Dimayor                               | ?                                      | 1988      |
| Español de Osorno                         | Baloncesto | Liga Nacional de Básquetbol de Chile  | Gimnasio Monumental María Gallardo     | 1931      |